# Victoria của Anh
Victoria của Liên hiệp Anh (Alexandrina Victoria; 24 tháng 5 năm 1819 – 22 tháng 1 năm 1901) là Nữ vương Vương quốc Liên hiệp Anh từ ngày 20 tháng 6 năm 1837 cho đến khi bà băng hà. Bà cũng nhận thêm danh hiệu Nữ vương Ấn Độ vào ngày 1 tháng 5 năm 1876. Triều đại Victoria kéo dài 63 năm 7 tháng, dài thứ 2 sau Nữ vương Elizabeth II. Vương quốc Anh dưới sự trị vì của bà là một thời kỳ thay đổi về công nghiệp, văn hóa, chính trị, khoa học và quân sự, và được đánh dấu bằng một sự mở rộng của Đế quốc Anh.
Bà là con gái của Vương tử Edward Công tước xứ Kent và Strathearn (con trai thứ tư của Vua George III) và Victoire xứ Sachsen-Coburg-Saalfeld. Sau khi cả ông nội và cha đều từ trần vào năm 1820, Victoria được nuôi dưỡng dưới sự giám sát chặt chẽ của mẹ và người giám sát, John Conroy. Năm 18 tuổi, bà thừa kế ngai vàng sau khi ba anh trai của cha qua đời mà không có con hợp pháp để nối dõi. Mặc dù là Nữ vương của một đất nước theo chế độ quân chủ lập hiến, Victoria đã kín đáo tạo ảnh hưởng đến các chính sách của chính phủ và việc bổ nhiệm Bộ trưởng; Với công chúng, bà trở thành một biểu tượng quốc gia với những tiêu chuẩn đạo đức nghiêm khắc..
Victoria kết hôn với người anh họ là Albrecht xứ Sachsen-Coburg và Gotha vào năm 1840. Con cái của họ kết hôn với các vương thất và quý tộc trên khắp lục địa, từ đó bà có biệt hiệu "Người bà của châu Âu", cùng với đó là sự lan truyền của bệnh máu khó đông bẩm sinh từ Victoria tới con cháu của bà ở khắp các vương thất, hoàng thất châu Âu. Sau khi chồng qua đời năm 1861, Victoria bước vào thời kỳ để tang và tránh xuất hiện trước công chúng. Do sự ẩn dật của Victoria, chủ nghĩa Cộng hòa ở Vương quốc Anh tạm thời tạo được thế lực, nhưng trong nửa sau triều đại Victoria, bà đã khôi phục lại danh tiếng cho mình. Đại lễ Vàng và Kim cương của Victoria là những mốc lịch sử được ăn mừng rộng khắp. Victoria băng hà tại Đảo Wight năm 1901. Bà là quân vương cuối cùng thuộc Vương tộc Hanover, con trai của bà, Edward VII, kế vị ngai vàng và trở thành quân vương đầu tiên của nhà Saxe-Coburg và Gotha.

## Dòng dõi

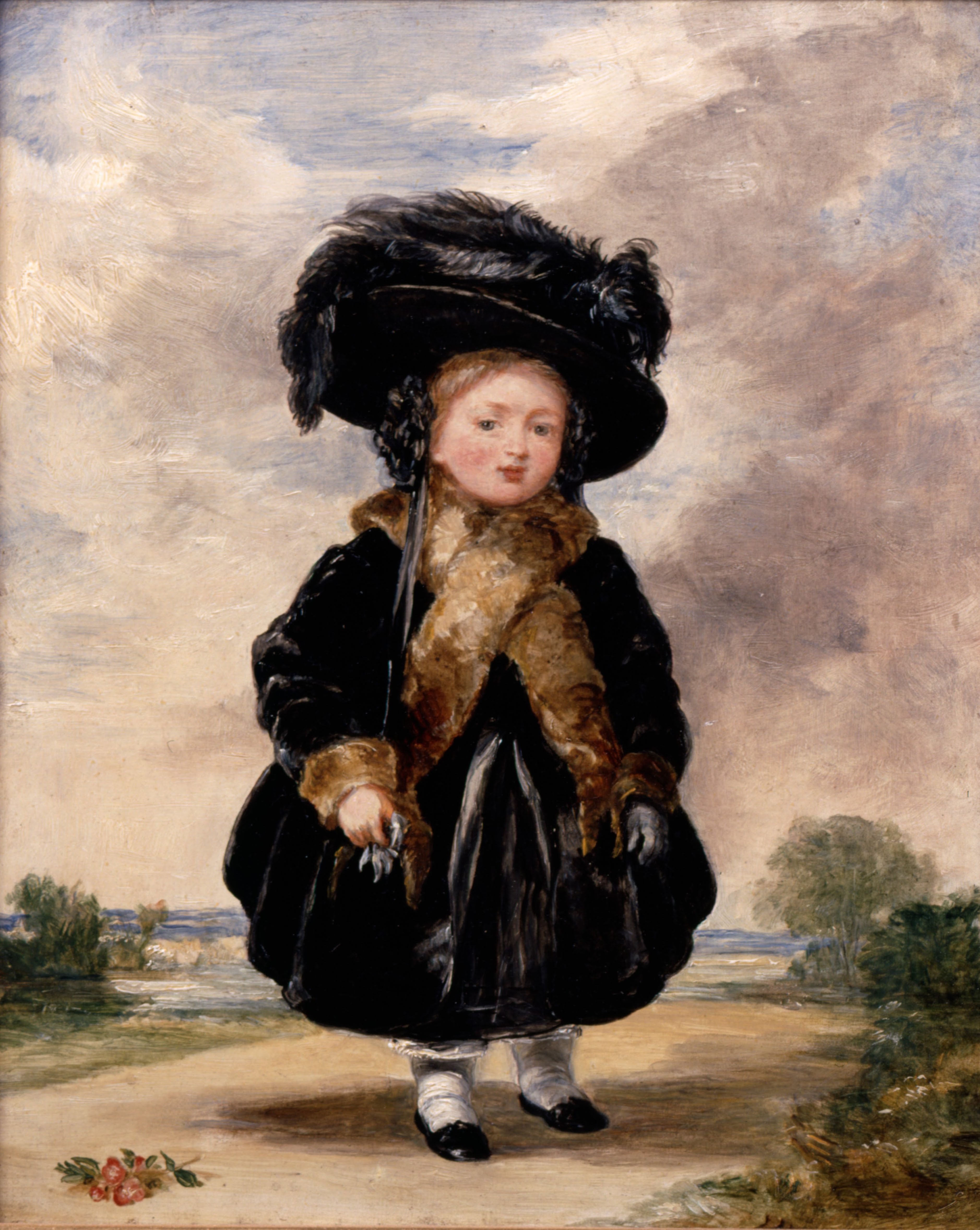
Chân dung Victoria (bốn tuổi) của Stephen Poyntz Denning, 1823

Cha của Victoria là Vương tử Edward, Công tước xứ Kent và Strathearn, con trai thứ tư của quốc vuơng George III. Cho đến năm 1817, cháu gái của Edward, Charlotte Augusta xứ Wales, cháu nội hợp pháp duy nhất của George III qua đời. Cái chết của bà đã dẫn đến một cuộc khủng hoảng kế vị liên tiếp gây áp lực lên Công tước xứ Kent và các vương tử chưa lập gia đình và sinh con.
Năm 1818, Vương tử Edward kết hôn với Victoire xứ Sachsen-Coburg-Saalfeld, một Vương phi người Đức góa chồng có hai con, Carl (1804 - 1856) và Feodora (1807-1872) từ cuộc hôn nhân đầu tiên với Thân vương xứ Leiningen. Em trai của bà, Leopold là người chồng góa của Charlotte. Đứa con duy nhất của Công tước và Công tước phu nhân xứ Kent, Victoria, chào đời lúc 4:15 sáng ngày 24 tháng 5 năm 1819 tại Cung điện Kensington ở London.
Victoria được Đức Tổng Giám mục Canterbury, Charles Manners-Sutton làm lễ rửa tội riêng vào ngày 24 tháng 6 năm 1819 trong Phòng Cupola tại Cung điện Kensington. Bà được đặt tên thánh là Alexandrina theo tên một trong những người đỡ đầu của bà, Hoàng đế Aleksandr I của Nga và mẹ bà, Victoria. Những cái tên khác được đề xuất bởi cha mẹ bà - Georgina (hoặc Georgiana), Charlotte và Augusta - đã bị loại bỏ theo chỉ dụ của người bác cả George, Nhiếp chính vương.
Khi sinh ra, Victoria đứng thứ năm trong dòng kế vị sau bốn người con trai cả của George III: Nhiếp chính vương (sau này là George IV); Frederick, Công tước xứ York; William, Công tước xứ Clarence (sau này là William IV); và cha của Victoria, Edward, Công tước xứ Kent. Nhiếp chính vương không có người con hợp pháp nào còn sống và Công tước xứ York không có con; hơn nữa, cả hai đều xa lánh những người vợ đều đã qua tuổi sinh đẻ, vì vậy hai ông đều không có khả năng sinh thêm con hợp pháp.
Vương tử William và cha của Victoria là Edward cùng kết hôn vào một ngày vào năm 1818, nhưng cả hai cô con gái hợp pháp của William đều mất khi còn nhỏ. Người đầu tiên trong số này là Vương tôn nữ Charlotte, người sinh ra và qua đời vào ngày 27 tháng 3 năm 1819, hai tháng trước khi Victoria chào đời. Cha của Victoria qua đời vào tháng 1 năm 1820, khi Victoria chưa đầy một tuổi. Một tuần sau, ông nội bà, Quốc vương George III băng hà. Con trai cả của ông là kế vị trở thành George IV. Victoria sau đó đứng thứ ba trong danh sách kế vị ngai vàng sau Frederick và William. Con gái thứ hai của William, Vương tôn nữ Elizabeth xứ Clarence, chỉ sống được mười hai tuần từ ngày 10 tháng 12 năm 1820 đến ngày 4 tháng 3 năm 1821, trong thời gian đó, Victoria đứng thứ tư.
Công tước xứ York mất năm 1827, tiếp theo là George IV năm 1830; ngai vàng tiếp tục được truyền cho người em trai còn sống duy nhất, William IV, và Victoria trở thành người thừa kế số 1. Đạo luật Nhiếp chính 1830 đã đặc biệt quy định mẹ của Victoria, Công tước phu nhân xứ Kent, sẽ giữ vai trò nhiếp chính trong trường hợp Vua William băng hà khi Victoria vẫn còn ở tuổi vị thành niên. Vua William không tin tưởng vào khả năng nhiếp chính của Công tước phu nhân, vào năm 1836, ông tuyên bố trước sự hiện diện của bà rằng ông muốn sống cho đến sinh nhật lần thứ 18 của Victoria để khả năng xảy ra nhiếp chính không còn khả thi.

## Người thừa kế hợp pháp

### Thời thơ ấu

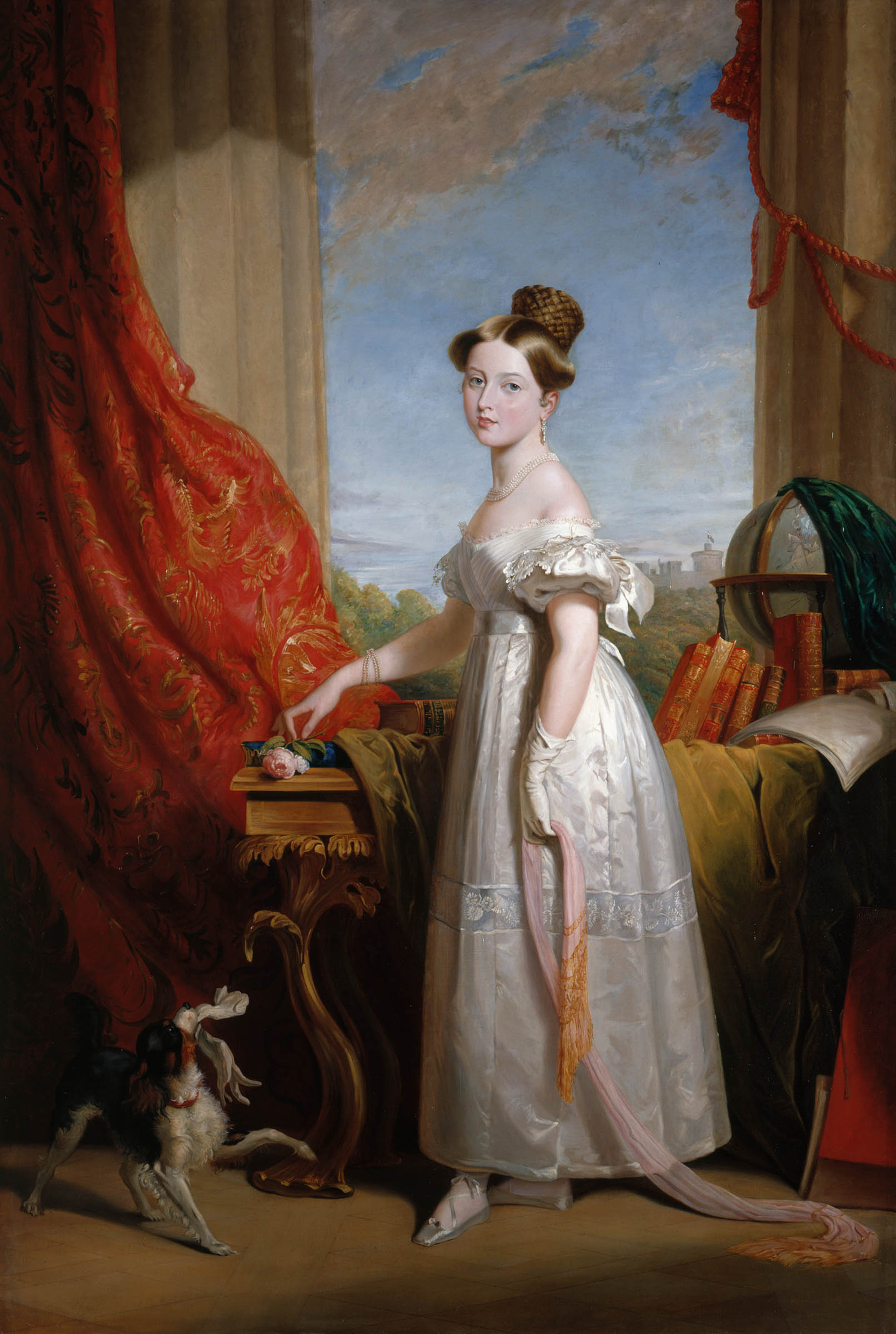
Tranh chân dung Victoria cùng với chú chó cưng Dash của George Hayter, 1833

Sau này Victoria mô tả thời thơ ấu của mình là "khá u sầu". Công tước phu nhân xứ Kent cực kỳ bao bọc và Victoria gần như bị tách biệt với những đứa trẻ khác theo cái gọi là "Hệ thống Kensington", một bộ quy tắc và giao thức phức tạp được thiết lập bởi Công tước phu nhân và John Conroy, một người đầy tham vọng và độc đoán được đồn đại là tình nhân của mẹ bà. Hệ thống Kensington đã ngăn Victoria tiếp xúc những người mà mẹ bà và Conroy không ưa (bao gồm hầu hết họ hàng bên nội), và qua đó khiến cô bé yếu đuối và phụ thuộc vào họ. Mẹ bà xa lánh Cung điện vì bà thấy chướng tai gai mắt bởi sự hiện diện của những đứa con ngoài giá thú của người anh chồng, Quốc vuơng William IV.
Victoria dùng chung phòng ngủ với mẹ mỗi tối, học với các gia sư riêng theo thời gian biểu định kỳ và dành hàng giờ chơi với búp bê và chú chó cưng Dash. Bà học tiếng Pháp, tiếng Đức, tiếng Ý và tiếng Latin nhưng chỉ nói tiếng Anh ở nhà.
Năm 1830, Công tước phu nhân xứ Kent cùng Conroy đưa Victoria băng qua vùng trung tâm nước Anh để thăm đồi Malvern, dừng chân tại các thị trấn và những ngôi nhà nông thôn tuyệt đẹp ven đường. Những hành trình tương tự đến các vùng khác của Anh và Wales được thực hiện vào năm 1832, 1833, 1834 và 1835. Trái với sự khó chịu của người bác là Nhà Vua, Victoria đã được chào đón nhiệt tình ở mỗi điểm dừng. Vua William đã so sánh các chuyến đi đó với các Cuộc thâm nhập vinh quang và lo ngại rằng họ đã biến cô cháu gái Victoria thành đối thủ chứ không phải là người thừa kế của ông. Victoria cũng không thích những chuyến đi; việc xuất hiện liên tục trước công chúng khiến bà mệt mỏi, ốm yếu, và có rất ít thời gian để nghỉ ngơi. Bà phản đối với lý do người bác không chấp thuận, nhưng mẹ bà đã bác bỏ những lời phàn nàn vì bị thúc đẩy bởi sự ghen tị và buộc Victoria phải tiếp tục hành trình.
Tại Ramsgate vào tháng 10 năm 1835, Victoria bị sốt cao, còn ngài Conroy ban đầu cho rằng là sự giả vờ của trẻ con. Trong khi Victoria bị ốm, ngài Conroy và Công tước phu nhân đã cố thuyết phục để đưa ông trở thành thư ký riêng của bà nhưng bất thành.

### Thời niên thiếu

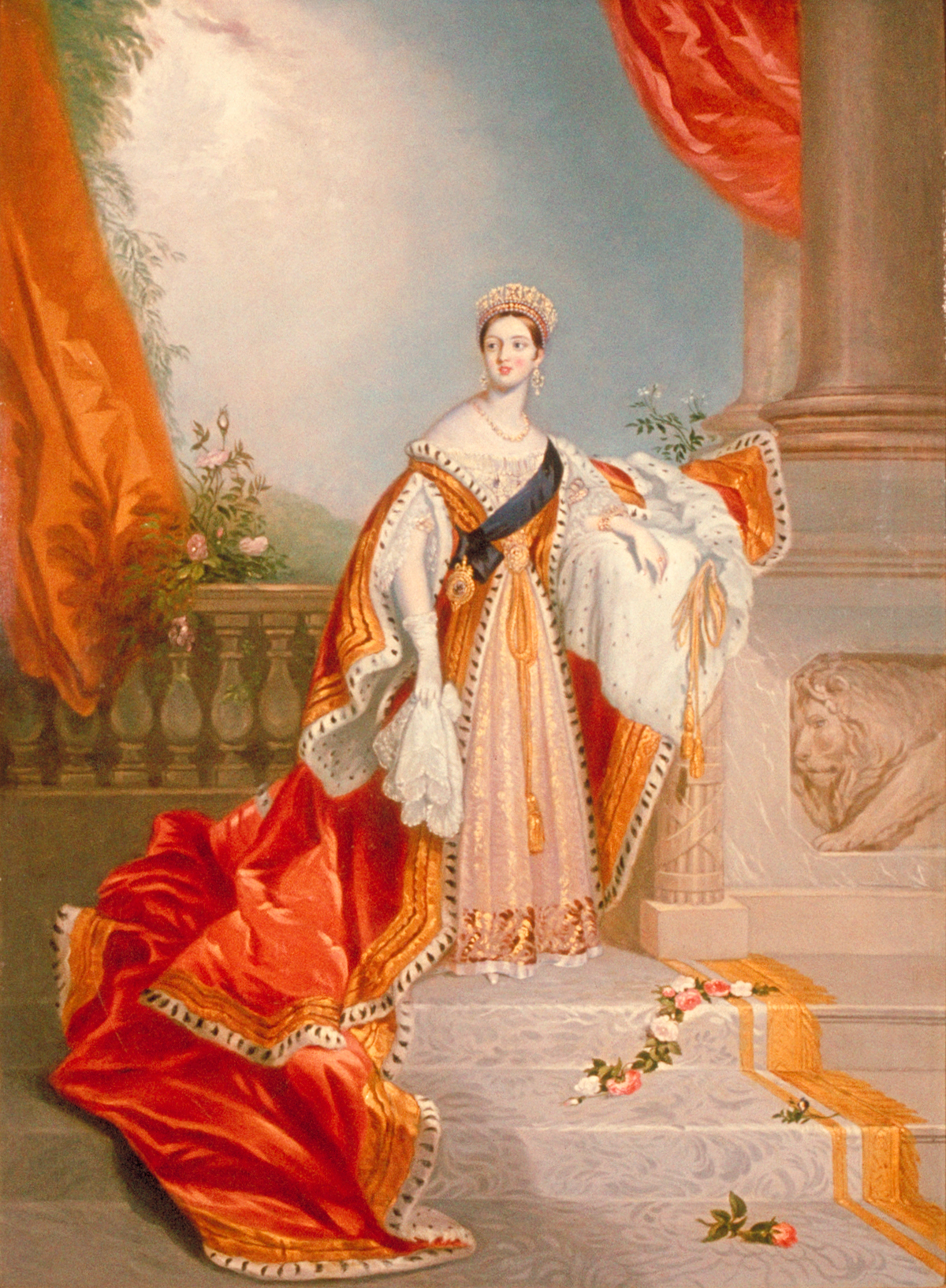
Tranh Victoria tại House Lords, khi bà đã là nữ vương

Khi bước sang tuổi thiếu niên, Victoria đã chống lại những nỗ lực không biết chán của hai người để bổ nhiệm ông ta làm nhân viên. Khi đã trở thành Nữ vương, Victoria đã ra lệnh cấm sự hiện diện nhưng ông ta vẫn ở trong nhà mẹ bà.
Đến năm 1836, chú ruột của Victoria, Leopold, người đã trở thành Vua của người Bỉ kể từ năm 1831, có ý định mai mối bà cho Công tử Albert, con trai của anh trai Ernst I xứ Sachsen-Coburg và Gotha. Leopold đã sắp xếp mời vương thân xứ Coburg đến thăm mẹ của Victoria vào tháng 5 năm 1836, với mục đích giới thiệu Victoria với Albert.
Tuy nhiên người bác, vua William IV của Anh không chấp nhận bất kỳ mối quan hệ nào với Coburg và thay vào đó, ủng hộ cuộc hôn nhân với Vương tử Alexander của Hà Lan, con trai thứ hai của Quốc vương Willem II.
Về phía Victoria đã nhận thức được toan tính hôn nhân khác nhau và nghiêm túc phớt lờ các Vương tử đủ điều kiện. Trong nhật ký của mình, bà đã thích việc kết bạn với Công tử Albert ngay từ đầu. Sau chuyến thăm, bà viết: "[Albert] cực kỳ đẹp trai, tóc anh có màu giống như của ta, đôi mắt anh ấy to và xanh, anh ấy có chiếc mũi đẹp và cái miệng rất ngọt với hàm răng đẹp, nhưng nét duyên dáng trên vẻ mặt anh ấy là biểu cảm, đó là điều thú vị nhất. " Còn về Alexander, được bà mô tả là "rất chất phác (nhạt nhẽo)".
Victoria đã viết thư cho quốc vuơng Leopold, người mà bà xem là "cố vấn tốt nhất và tử tế nhất", để cảm ơn ông "vì viễn cảnh hạnh phúc tuyệt vời mà chú đã góp phần đem đến cho cháu, về con người của Albert thân yêu ... Anh ấy sở hữu mọi phẩm chất có thể mong muốn để khiến cháu hạnh phúc mỹ mãn. Anh ấy rất nhạy cảm, rất tốt bụng, rất tốt, và cũng rất đáng yêu. Anh có vẻ ngoài dễ chịu và diện mạo khiến người khác say đắm nhất mà một người có thể gặp." Tuy nhiên, ở tuổi 17, Victoria dù quan tâm đến Albert nhưng vẫn chưa sẵn sàng kết hôn. Hai bên gia đình đã không tiến hành lễ đính hôn chính thức, nhưng đảm bảo hôn lễ sẽ diễn ra đúng hạn.

## Thời kì đầu trị vì

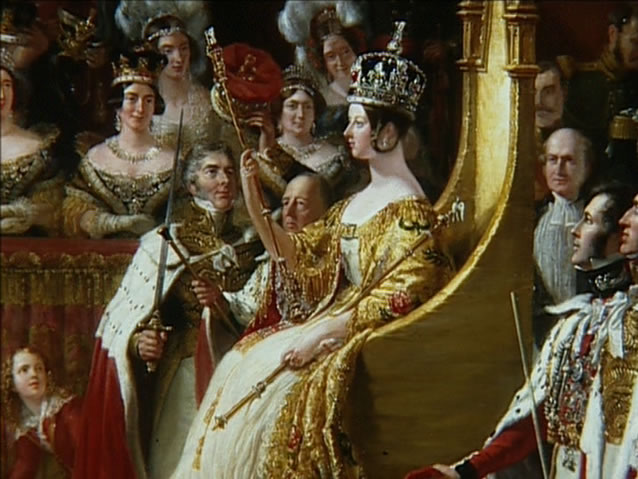
Tranh Victoria khi lên ngôi vào năm 1838, trên tay phải cầm quyền trượng, đầu đội Vương miện Nhà nước Đế chế

Victoria tròn 18 tuổi vào ngày 24 tháng 5 năm 1837, và do đó vấn đề nhiếp chính không cần phải xem xét nữa. Vào ngày 20 tháng 6 năm ấy, William IV chết khi 71 tuổi, và Victoria trở thành Nữ vương của Vương quốc Liên hiệp Anh. Trong nhật ký của mình, bà viết: ["Ta được mẹ đánh thức vào lúc 6 giờ, bà nói Tổng giám mục xứ Canterbury và Huân tước Conyngham đang ở đây và muốn được gặp ta. Ta ra khỏi giường và vào phòng khách (chỉ khoác thêm áo choàng) rồi đi một mình, và gặp họ. Sau đó Huân tước Conyngham cho ta biết rằng người bác đáng thương của ta, nhà Vua, đã không còn nữa, ông băng hà vào 2 giờ 12 phút sáng nay, và do đó Ta là "Nữ vương"].
Các văn bản chính thức chuẩn bị cho ngày đầu tiên lên ngôi của Nữ vương cho rằng tên bà là [Alexandrina Victoria], nhưng tên thánh của bà không làm bà ưng ý và không được sử dụng lại lần nữa. Từ năm 1714, các vị vua nước Anh kiêm quyền cai trị lãnh địa Tuyển hầu quốc (về sau là Vương quốc) Hannover ở Đức, nhưng dưới Đạo luật Salic, phụ nữ không được có mặt trong dòng dõi kế vị của Hanover. Trong khi Victoria được thừa hưởng toàn bộ lãnh thổ và thuộc địa của Anh, Hanover đã trao chức vua cho người chú ít tiếng tăm của bà là Công tước xứ Cumberland và Teviotdale, chính là Quốc vương Ernst August I của Hannover. Ông là người kế vị hợp pháp cho đến khi bà kết hôn và có con.

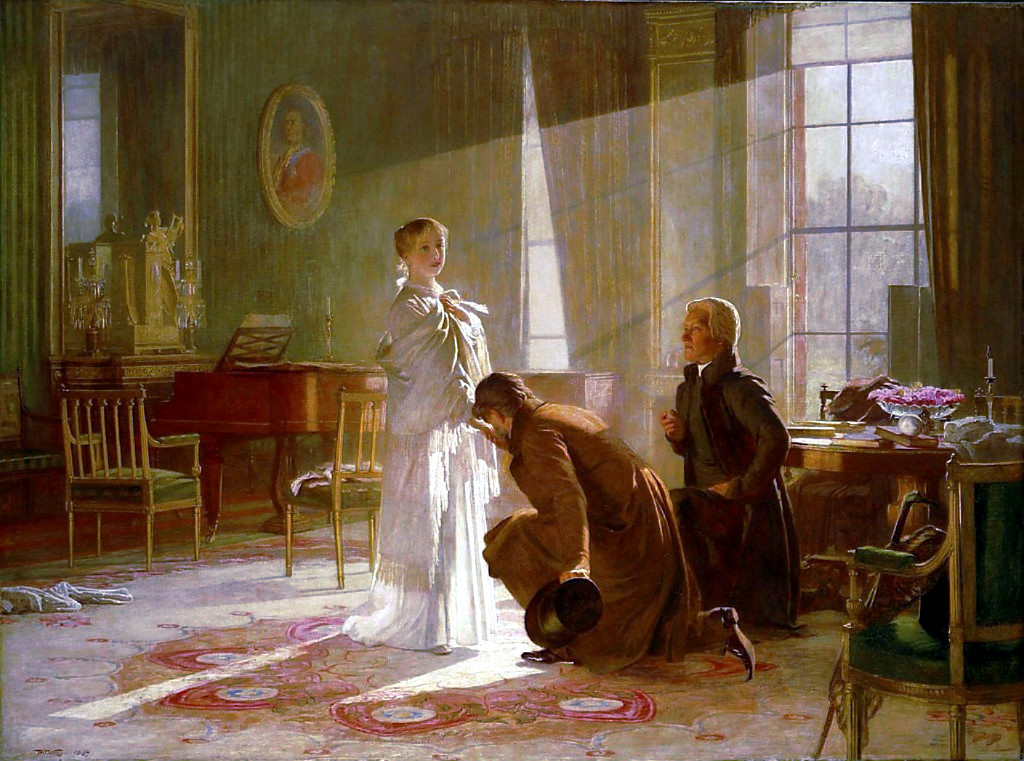
Victoria nhận tin mình được kế tục ngai vàng từ Huân tước Francis Conyngham (trái) và Tổng giám mục Canterbury

Trong thời gian bà lên ngôi, chính phủ được lãnh đạo bởi thủ tướng chính phủ thuộc đảng Whig, Huân tước Melbourne. Ông đã ảnh hưởng rất mạnh mẽ đến vị Nữ vương thiếu kinh nghiệm chính trị, và bà tin cẩn trao cho ông chức cố vấn. Charles Greville cho rằng ông Melbourne góa vợ và không có con này "thích thú một cách nồng nhiệt đối với Nữ vương bởi vì có lẽ ông xem bà là đứa con gái mà ông đã từng có trước đây", và Victoria có lẽ cũng xem ông như một người cha. Lễ đăng quang của Nữ vương diễn ra vào ngày 28 tháng 6 năm 1838, và bà trở thành vị quốc chủ đầu tiên sinh sống tại Cung điện Buckingham. Bà hưởng thu nhập của các Công tước Lancaster và Cornwall, và được cấp tiền nghị viện 385 000 bảng một năm. Bà rất cẩn trọng khi trả các khoản nợ cho cha mình.
Vào buổi đầu triều đại, Victoria rất được quần chúng yêu mến, nhưng danh tiếng của bà đã phải trải qua một mưu đồ triều đình vào năm 1839 khi một trong những thị nữ của mẹ bà, Lady Flora Hastings, với cái bụng ngày càng to (thực chất là bị khối u) và bị đồn đại rằng bà đang mang thai ngoài giá thú với Sir John Conroy. Victoria đã tin những tin đồn này. Nữ vương rất ghét Conroy, và khinh miệt "Bà Flora ghê tởm" ấy, bởi vì bà ta đã thông đồng với Conroy và Bà Công tước xứ Kent đặt ra Hệ thống Kensington. Ban đầu, Bà Flora từ chối một cuộc kiểm tra sức khỏe rõ ràng, cho đến giữa tháng hai thì bà cũng đồng ý, và kết quả là Bà Flora vẫn còn trinh trắng. Conroy, gia đình Hasting và Đảng Bảo thủ đối lập đã tổ chức một cuộc vận động đông đảo và lôi kéo Nữ vương trong việc truyền những tin đồn không đúng sự thật về Bà Flora. Khi Bà Flora chết vào tháng 7, khám nghiệm tử thi phát hiện một khối u lớn trong gan của bà đã sưng to ra phần bụng. Khi xuất hiện trước công chúng, Victoria đã bị chế giễu và gọi là "Bà Melbourne".
Vào năm 1839, Melbourne từ chức sau khi Đảng Cấp tiến và Đảng Bảo Thủ (cả hai đảng mà Victoria rất ghét) bỏ phiếu cho một dự luật để hủy bỏ hiến pháp ở Jamaica. Dự luật xóa bỏ quyền lực chính trị của các chủ đồn điền đang kháng cự những phương sách liên quan đến việc bãi bỏ nô lệ. Nữ vương đã ủy thác cho một thành viên của Đảng Bảo thủ, ông Robert Peel, thành lập một Chính phủ mới. Vào thời điểm đó, theo thường lệ thì Thủ tướng sẽ bổ nhiệm những thành viên thường là đồng minh chính trị của ông ta và vợ chồng của họ. Nhiều Thị nữ của Nữ vương là vợ của những thành viên đảng Whig, và Peel có dự tính thay thế họ bằng những bà vợ của thành viên đảng Bảo thủ. Vào thời điểm mà sau này gọi là "cuộc khủng hoảng phòng ngủ", Victoria nghe theo lời của Melbourne, đã phản đối sự xóa bỏ đó của Thủ tướng. Peel từ chối cầm quyền dưới sự áp đặt hạn chế của Nữ vương, và do đó ông đã từ bỏ phận sự của mình, cho phép Melbourne hồi phục chức vụ.

## Kết hôn

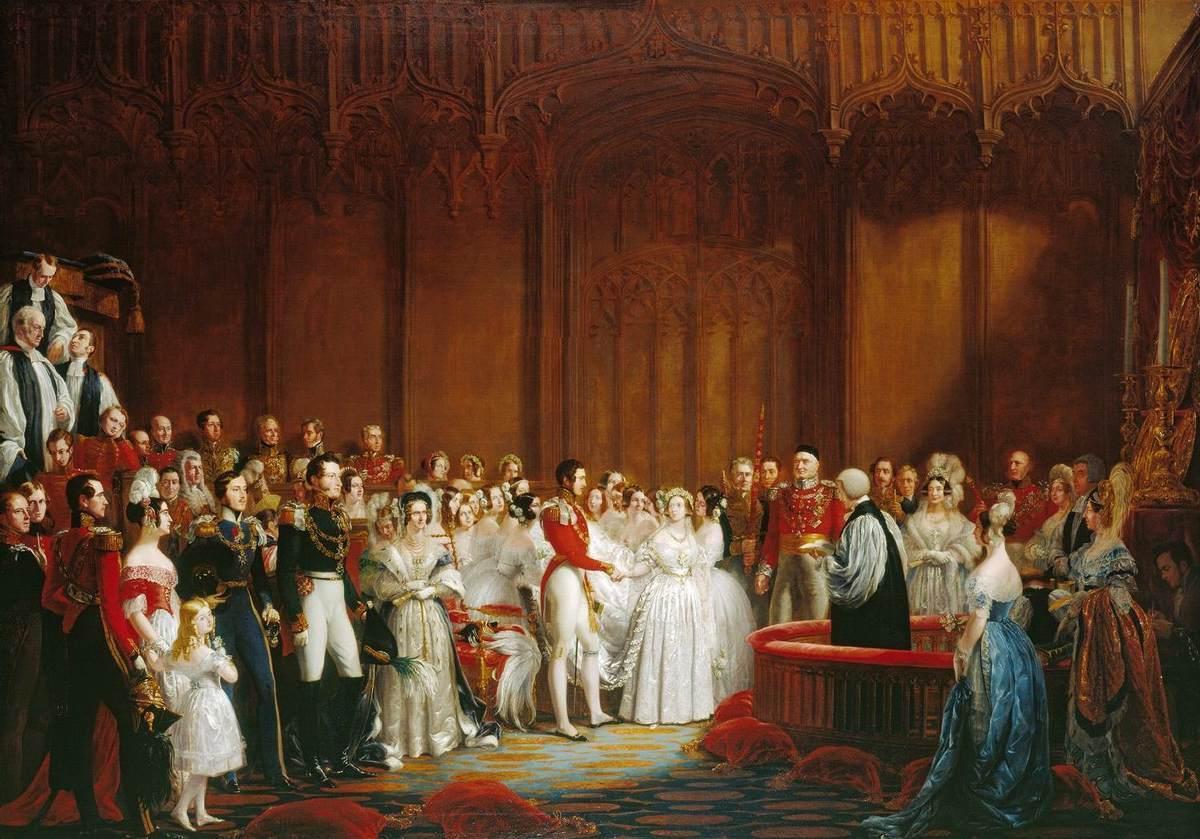
Tranh vẽ hôn lễ giữa Victoria của Anh và Công tử Albert, bởi George Hayter.

Mặc dù là Nữ vương, nhưng một người phụ nữ trẻ chưa lập gia đình như Victoria theo tục lệ thường phải ở với mẹ, mặc cho sự bất hòa giữa hai mẹ con do Hệ thống Kensington cộng với việc mẹ Nữ vương vẫn tiếp tục dựa dẫm vào John Conroy. Mẹ của bà bị đưa đến một căn phòng biệt lập trong Cung điện Buckingham, và Victoria thường từ chối gặp mẹ mình. Khi Victoria phàn nàn với Melbourne (Thủ tướng Anh thời kì đầu bà lên ngôi) rằng sự gần gũi như thế với mẹ có thể làm cho bà "dằn vặt đau khổ trong nhiều năm", Melbourne rất thông cảm nhưng ông nói rằng điều đó có thể tránh được bằng hôn nhân, cái mà Victoria gọi là một "khả năng bất ngờ" (nguyên văn: shocking alternative).

Bà có vẻ lấy làm hứng thú về học thức của Albert cho vai trò tương lai của ông chính là người chồng của bà, nhưng bà kháng cự lại những nỗ lực đẩy bà vào hôn nhân. Victoria tiếp tục khen ngợi Albert trong chuyến viếng thăm thứ hai của ông vào tháng 10 năm 1839. Albert và Victoria đã yêu mến nhau và Nữ vương cầu hôn ông vào ngày 15 tháng 10 năm 1839, chỉ năm ngày sau khi ông đến Windsor. Họ đã kết hôn vào ngày 10 tháng 2 năm 1840 tại Nhà nguyện Vương thất của Cung điện St.Jame, Luân Đôn. Bà dành cả buổi tối sau lễ cưới nằm trên giường ngủ trong cơn nhức đầu, nhưng vẫn kịp viết một cách đê mê trong cuốn nhật ký của chính bà:
Ta chưa bao giờ, chưa bao giờ có một buổi tối như thế này!!! Albert yêu dấu yêu dấu nhất nhất của ta... tình yêu và tình cảm quá mức anh trao cho ta nặng trĩu và hạnh phúc mà ta không bao giờ có thể hi vọng được cảm nhận như thế trước đây! Anh siết chặt ta trong cánh tay của anh ấy, và chúng ta đã hôn nhau lần nữa và lần nữa! Vẻ đẹp của anh, sự ngọt ngào và lịch lãm của anh - thật sự ta không bao giờ có thể cảm ơn đủ khi có một Người chồng!... để có thể được gọi bằng những cái tên âu yếm, ta chưa bao nghe ai gọi ta như thế bao giờ - là niềm hạnh phúc và xa hơn là niềm tin! Ôi! Đây là ngày hạnh phúc nhất trong đời ta!
Sau khi kết hôn, Vương tế Albert trở thành một cố vấn chính trị quan trọng đồng thời là người bạn đời của Nữ vương, thế chỗ cho Huân tước Melbourne vốn là một nhân vật có ảnh hướng lớn lao trong nửa đầu đời của Nữ vương. Mẹ của Victoria đã bị đuổi ra khỏi cung điện đến Nhà Ingestre tại Quảng trường Belgrave. Sau khi Vương nữ Augusta qua đời vào năm 1840, mẹ của Victoria bị chuyển đến cả dinh thự Clarence và Frogmore. Nhờ sự hòa giải của Albert mà mối quan hệ giữa hai mẹ con dần dần được cải thiện

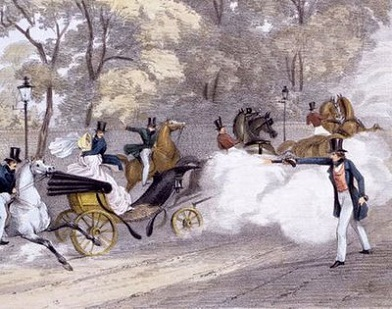
Tranh in thạch đương đại vẽ cảnh Edward Oxford đang cố ám sát Victoria vào năm 1840

Trong thời gian Victoria mang thai đứa con đầu tiên vào năm 1840, trong những tháng đầu tiên kết hôn, Edward Oxford lúc đó mới mười tám tuổi đã cố gắng ám sát bà khi bà đang ngồi xe ngựa với Vương tế Albert trên đường đến thăm mẹ, Bà Công tước xứ Kent. Oxford đã bắn hai phát súng, nhưng cả hai lần đều không trúng. Hắn ta đã bị gán cho tội danh phản quốc, nhưng lại được trắng án vì người ta cho rằng hắn bị điên. Hậu quả trực tiếp của cuộc tấn công chính là sự nổi tiếng của Victoria ngày càng cao, giảm thiểu những sự bất bình bấy lâu trong vụ việc của thị nữ Hastings và cuộc khủng hoảng giường ngủ. Con gái của bà cũng tên là Victoria, sinh vào ngày 21 tháng 11 năm 1840. Nữ vương ghét việc mang thai, bà chán ghét việc cho con bú, và nghĩ rằng những đứa bé mới sinh đều xấu xí. Tuy vậy, bà và Albert tiếp tục có thêm 8 đứa con.
Gia đình Victoria được quản lý bởi giáo sư kiêm nhũ mẫu từ thời nhỏ của Victoria là Nữ Nam tước Louise Lehzen đến từ Hanover. Bà Lehzen có một sức ảnh hưởng lớn đến Victoria của Anh khi còn nhỏ trong hoàn cảnh bị Bà Công tước xứ Kent giám sát, và chính Lehzen đã khuyến khích Victoria chống lại Hệ thống Kensington. Tuy nhiên, Vương tế Albert lại cho rằng Lehzen không có trình độ, và sự quản lý tồi tệ của bà đe dọa cho sức khỏe con gái ông. Sau một loạt những cuộc tranh cãi điên tiết giữa Victoria và Albert về vấn đề này, Lehzen được cho về hưu, và mối quan hệ thân thiết giữa Nữ vương và bà Lehzen xem như chấm dứt dù hai người vẫn giữ liên lạc qua thư từ suốt nhiều năm sau đó.

## Giai đoạn 1842 đến 1860
Ngày 29 tháng 5 năm 1842, lúc Victoria đang ngồi trên xe ngựa diễu hành qua The Mall, Luân Đôn, John Francis đã nhắm bắn vào vai bà bằng một khẩu súng lục nhưng không trúng, ông ta đã trốn thoát. Ngày hôm sau, Victoria cũng đi theo đúng lộ trình trên, mặc dù xe đi nhanh hơn và đông người hộ tống hơn, nhằm khiêu khích Francis thực hiện âm mưu lần thứ hai để vây bắt ông ta. Theo kế hoạch, Francis nhắm súng vào bà, nhưng ông ta bị khống chế bởi các cảnh sát mặc thường phục, và bị kết tội phản quốc.
Ngày 3 tháng 7, hai ngày sau khi án tử hình dành cho Francis được giảm thành khổ sai chung thân, John William Bean cũng cố gắng ám sát Nữ vương bằng một khẩu súng, nhưng khẩu súng nhét đầy giấy và thuốc lá, và có quá ít thuốc súng. Edward Oxford đã được tuyên bố trắng án vào năm 1840. và Bean bị kết án 18 tháng tù giam. Trong một cuộc tấn công tương tự năm 1849, một người thất nghiệp từ Ireland là William Hamilton bắn một khẩu súng lục chứa thuốc bột vào xe ngựa của Victoria khi bà đang diễu hành qua Constitution Hill, Luân Đôn. Năm 1850, Nữ vương bị thương khi bị tấn công bởi một cựu sĩ quan bị nghi là mắc chứng rối loạn thần kinh, Robert Pate. Khi Victoria đang ngồi trong chiếc xe ngựa, Pate đánh bà bằng gậy, khiến bà xiểng liểng và bị bầm ở trán. Cả Hamilton và Pate đều bị kết án lưu đày 7 năm. Sự ủng hộ dành cho Melbourne tại Hạ viện giảm đi dần vào những năm đầu thời Victoria, và trong cuộc tuyển cử 1841 đảng Whig bị đánh bại. Peel trở thành Thủ tướng mới, và những Quý cô hầu phòng có liên hệ với đảng Whig bị thay thế.

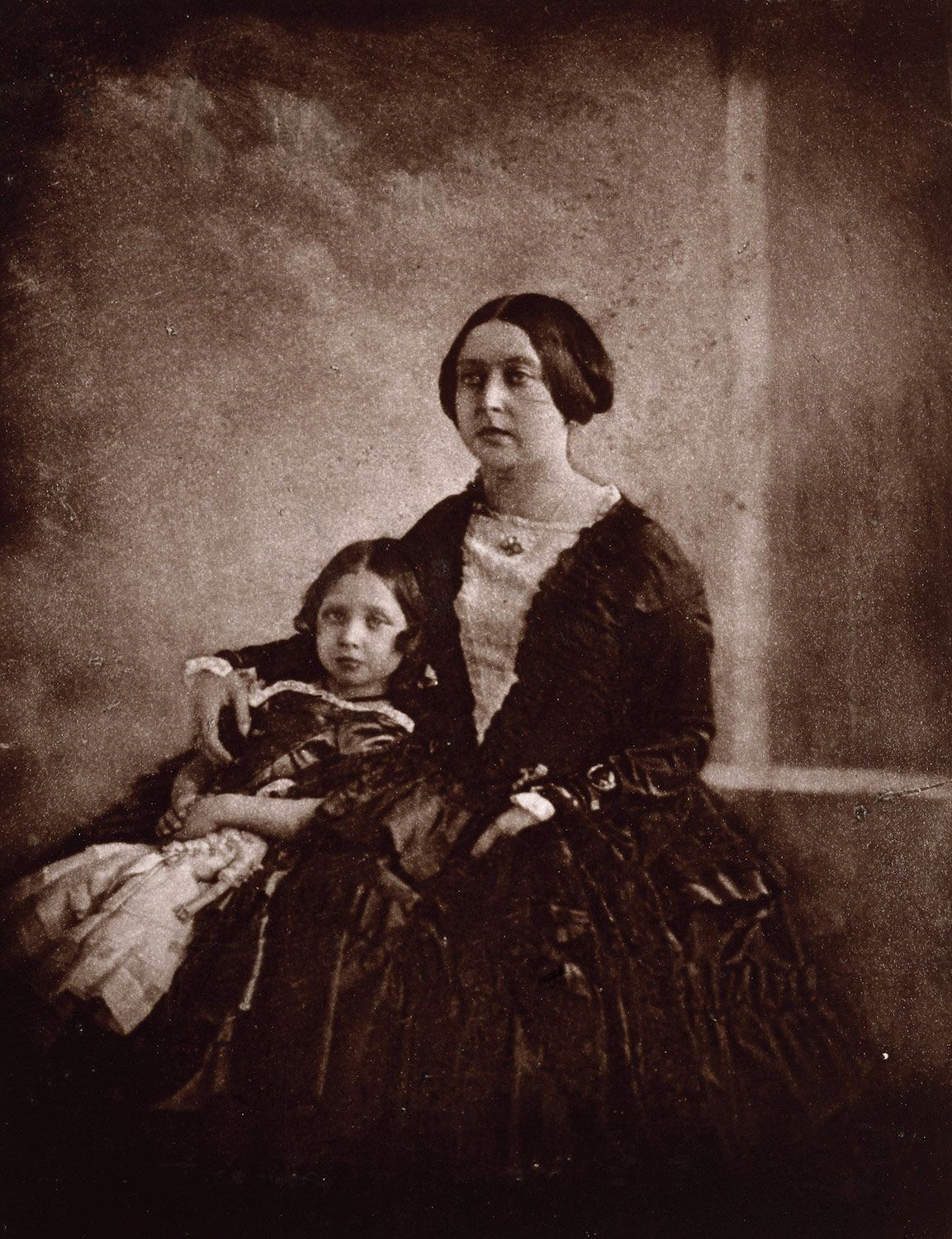
Bức ảnh công khai đầu tiên của Victoria, khoảng năm 1845

Năm 1845, ở Ireland xảy ra dịch bạc lá khoai. Trong bốn năm tiếp theo hơn một triệu người Ireland đã chết và một người khác phải di cư trong một thảm họa gọi là nạn đói lớn. Ở Ireland, Victoria được tôn xưng "Nữ vương trong nạn đói". Cá nhân bà đã quyên góp £2,000 cho Hội cứu trợ Anh, nhiều hơn bất kì nhà tài trợ nào khác trong nạn đói lần đó, và cũng ủng hộ chính sách Maynooth Grant (xây dựng và trợ cấp cho một chủng viện Công giáo ở Ireland) cho người Công giáo Roma ở Ireland, mặc cho sự phản đối của phe Tin Lành. Câu chuyện kể rằng bà chỉ trích ra £5 để viện trợ cho người Ireland, và trong cùng một ngày đã biếu số tiền tương tự cho Battersea Dogs Home (nơi dành cho chó và mèo lang thang), là một chuyện hoang đường được bịa ra từ cuối thế kỉ XIX.
Năm 1846, chính phủ của Peel đối diện với một cuộc khủng hoảng liên quan đến việc bãi bỏ Đạo luật Ngũ cốc. Nhiều thành viên đảng Tory (như hiện nay gọi là Đảng Bảo thủ phản đối việc bãi bỏ này, nhưng Peel, một vài đảng viên Tory ("Peelites"), phần lớn đảng viên Whig và Victoria ủng hộ nó. Peel từ chức năm 1846, sau khi chỉ dụ bãi bỏ suýt nữa là được thông qua, và được thay thế bởi Lord John Russell. Về đối ngoại, Victoria chú trọng đến việc cải thiện quan hệ giữa Anh và Pháp. Bà đích thân đến thăm Vương thất Pháp hoặc tổ chức nhiều cuộc viếng thăm giữa các thành viên Vương thất Anh với nhà Orleans, họ có quan hệ hôn nhân với nhau thông qua dòng họ Coburgs. Năm 1843 và 1845, bà cùng Albert cư ngụ một thời gian với vua Louis Philippe I tại château d'Eu thuộc Normandy; bà là vị quân vương đầu tiên của đảo Anh đến thăm Pháp quốc kể từ sau cuộc gặp giữa Henry VIII của Anh và François I của Pháp trong sự kiện Field of the Cloth of Gold năm 1520. Khi Louis Philippe có chuyến thăm đáp lại năm 1844, ông trở thành vị Quân vương Pháp đầu tiên đến thăm một vị Quân vương Anh. Louis Philippe bị lật đổ trong cách mạng 1848, và sang sống lưu vong ở Anh.
Lúc cảm giác sợ hãi lên đến cao điểm khi một cuộc cách mạng nổ ra ở Vương quốc Anh vào tháng 4 năm 1848, Victoria và gia đình bà rời Luân Đôn đến một nơi an toàn hơn là Osborne House, thuộc Đảo Wight, ngôi nhà này họ đã mua và cải tạo lại năm 1845. Cuộc biểu tình của người người Chartists và chủ nghĩa dân tộc Ireland thất bại vì không giành được đủ sự ủng hộ của quần chúng, và nỗi sợ hãi trôi qua nhanh chóng, không có bất kì rối loạn lớn nào trong nước. Chuyến thăm đầu tiên của Victoria tới Ireland năm 1849 có vẻ như tương đối thành công, làm dịu đi sự căng thẳng, nhưng nó không tác động được lâu dài đối với sự pháp triển của chủ nghĩa dân tộc Ireland.

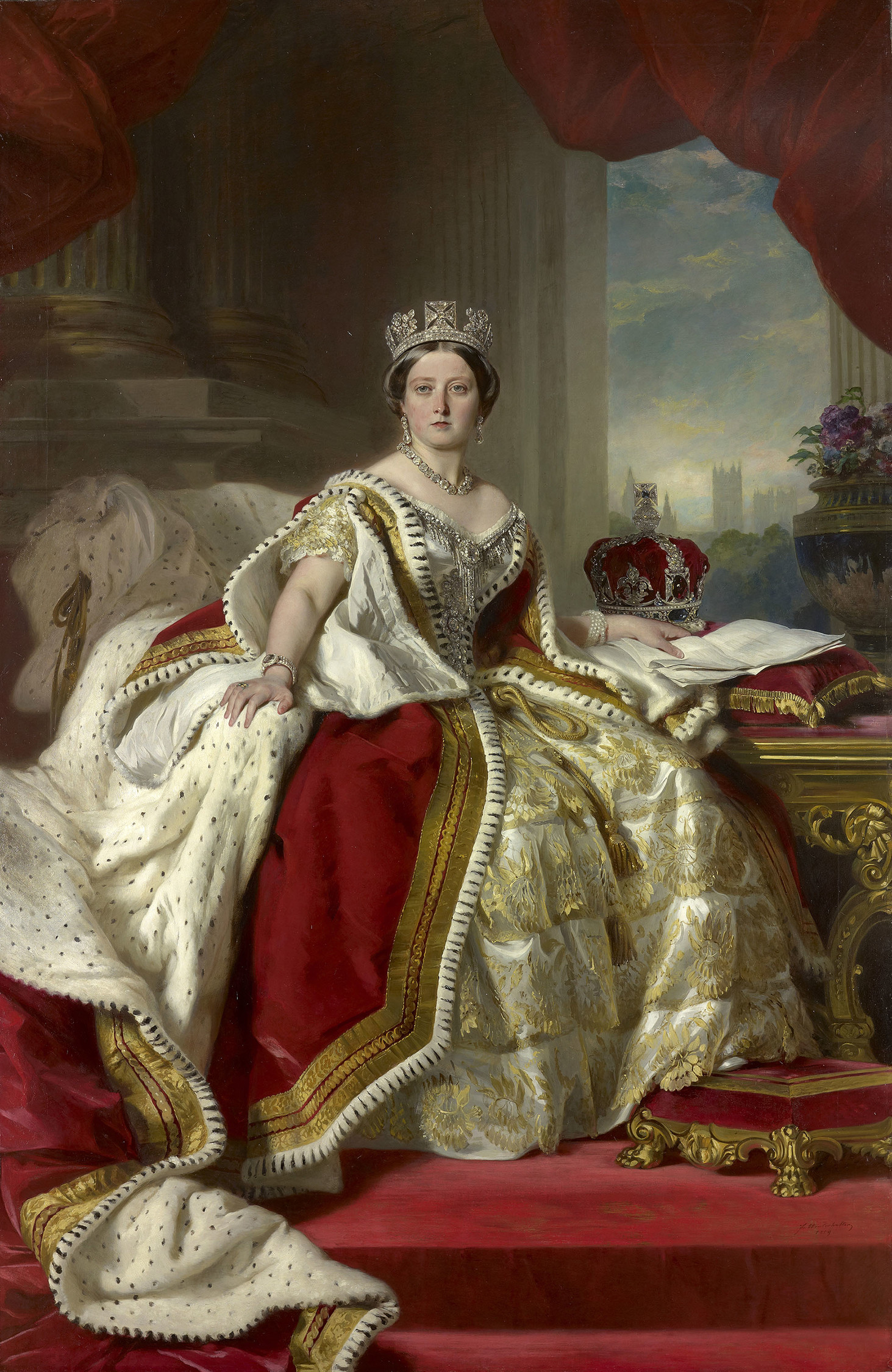
Chân dung Victoria của Anh đội Vương miện Kim cương (Diamond Diadem), vẽ bởi Winterhalter, năm 1859

Chính phủ của Russell, dù phần lớn là đảng Whig, nhưng lại không được Nữ vương ưa. Bà cảm nhận được sự tấn công từ Bộ trưởng Ngoại giao, Lãnh chúa Palmerston, người thường xuyên hành động mà không có hỏi ý kiến của cấp trên, bất kể là Thủ tướng Chính phủ, hay Nữ vương. Victoria phàn nàn với Russell rằng Palmerston đã gửi các công văn cho nguyên thủ nước khác mà bà không hề biết trước, nhưng Palmerston vẫn được giữ nguyên chức vụ trong chính phủ và tiếp tục tự ý hành động, dù cho liên tục bị phản đối. Chỉ đến năm 1851 Palmerston mới bị cách chức sau khi ông ta tuyên bố là chính phủ công nhận cuộc đảo chính của Louis-Napoleon Bonaparte ở Pháp mà không hỏi ý kiến của Thủ tướng. Năm sau, Tổng thống Bonaparte tự xưng là Hoàng đế Napoleon III, trong thời gian đó chính phủ của Russell bị thay thế bởi một chính phủ tồn tại ngắn ngủi của Lãnh chúa Derby.
Năm 1853, Victoria hạ sinh Vương tử thứ tám, Leopold, với sự trợ giúp của thuốc gây mê hiện đại, chloroform. Victoria rất ấn tượng với cảm giác nhẹ nhõm không đau đớn gì hết khi sinh con và bà tiếp tục dùng nó vào năm 1857 khi sinh Vương nữ út, Vương nữ Beatrice, mặc cho sự phản đối từ những giáo sĩ, họ coi đó là chống lại những giáo lý trong Kinh Thánh, và các bác sĩ và y tá, họ cho như vậy là nguy hiểm. Victoria có thể đã mắc chứng trầm cảm sau nhiều lần vượt cạn. Bức thư của Albert gửi cho Victoria có nội dung liên tục phàn nàn việc bà mất kiểm soát bản thân. Ví dụ như, khoảng một tháng sau khi Leopold chào đời, Albert phàn nàn trong một bức thư cho Victoria về chuyện bà "tiếp tục kích động" vì "những chuyện vặt vãnh".
Đầu năm 1855, chính phủ của Lãnh chúa Aberdeen, người thay thế Derby, bị chỉ trích vì sự quản lý yếu kém đối với quân đội Anh trong Chiến tranh Krym. Victoria định sắp đặt cho cả Derby và Russell cùng lập chính phủ mới, nhưng không có đủ sự ủng hộ, và Victoria buộc phải bổ nhiệm Palmerston làm Thủ tướng. Napoleon III, từ sau Chiến tranh Krym trở thành đồng minh của Anh, đã tới thăm Luân Đôn vào tháng 4 năm 1855, và từ 17 đến 28 tháng 8 cùng năm Victoria và Albert có chuyến thăm đáp lại. Napoleon III gặp hai vợ chồng Nữ vương tại Dunkirk rồi cùng họ tới Paris. Họ đến thăm triển lãm Universelle (một sản phẩm trí tuệ của Albert trong Đại Triển lãm) và lăng mộ Napoleon I tại Les Invalides (hài cốt của ông ta được đưa về Pháp năm 1840), và là khách mời danh dự trong buổi khiêu vũ có tới 1,200 khách mời tại Cung điện Versailles.
Ngày 14 tháng 1 năm 1858, một người tị nạn từ Ý đến Anh gọi là Orsini cố gắng ám sát Napoleon III bằng một quả bom chế tạo ra ở Anh. Cuộc khủng hoảng ngoại giao sau đó dẫn đến bất ổn chính trị, và Palmerston từ chức. Derby được phục chức Thủ tướng. Victoria và Albert đến dự buổi lễ khai trương của khu vực mới tại hải cảng quân sự của người Pháp thuộc Cherbourg ngày 5 tháng 8 năm 1858, trong một nỗ lực của Napoleon III để trấn an Anh quốc rằng những sự chuẩn bị về quân sự của ông nhằm mục tiêu là các nước khác. Trong lúc trở về Victoria viết thư cho Derby khiển trách ông vì tình trạng lạc hậu của hải quân hoàng gia so với Hải quân Pháp. Chính phủ của Derby không tồn tại lâu, và vào tháng 6 năm 1859 Victoria lại triệu tập Palmerston trở lại.
Khoảng 11 ngày sau vụ ám sát của Orsini ở Pháp, con gái lớn của Victoria kết hôn với Vương tử Friedrich Wilhelm của Phổ, người sau này trở thành Friedrich III, Hoàng đế Đức, ở Luân Đôn. Họ đã đính hôn từ tháng 9 năm 1855, khi Vương nữ Victoria mới 14 tuổi. Cuộc hôn nhân bị hoãn lại bởi lệnh của Nữ vương và Vương phu Albert cho đến khi Vương nữ lên 17. Nữ vương và Albert hi vọng rằng con gái và con rể họ sẽ khuyến khích phong trào tự do trong quá trình bành trướng của nước Phổ. Victoria cảm thấy "mắc bệnh trong tim" khi nhìn con gái rời Anh để đến Đức; "Điều đó thực sự khiến mẹ rùng mình", bà viết thư cho Vương nữ Victoria (bà thường viết thư định kì cho con gái), "khi mẹ nhìn thấy sự hạnh phúc, vui vẻ vô tư của các em gái con, và nghĩ đến việc mẹ phải gả chúng đi – từng đứa từng đứa một." Gần như đúng một năm sau đó, Vương nữ Victoria hạ sinh đứa cháu đầu tiên của Nữ vương, Wilhelm, người về sau trở thành hoàng đế cuối cùng của nước Đức.

## Những năm góa phụ

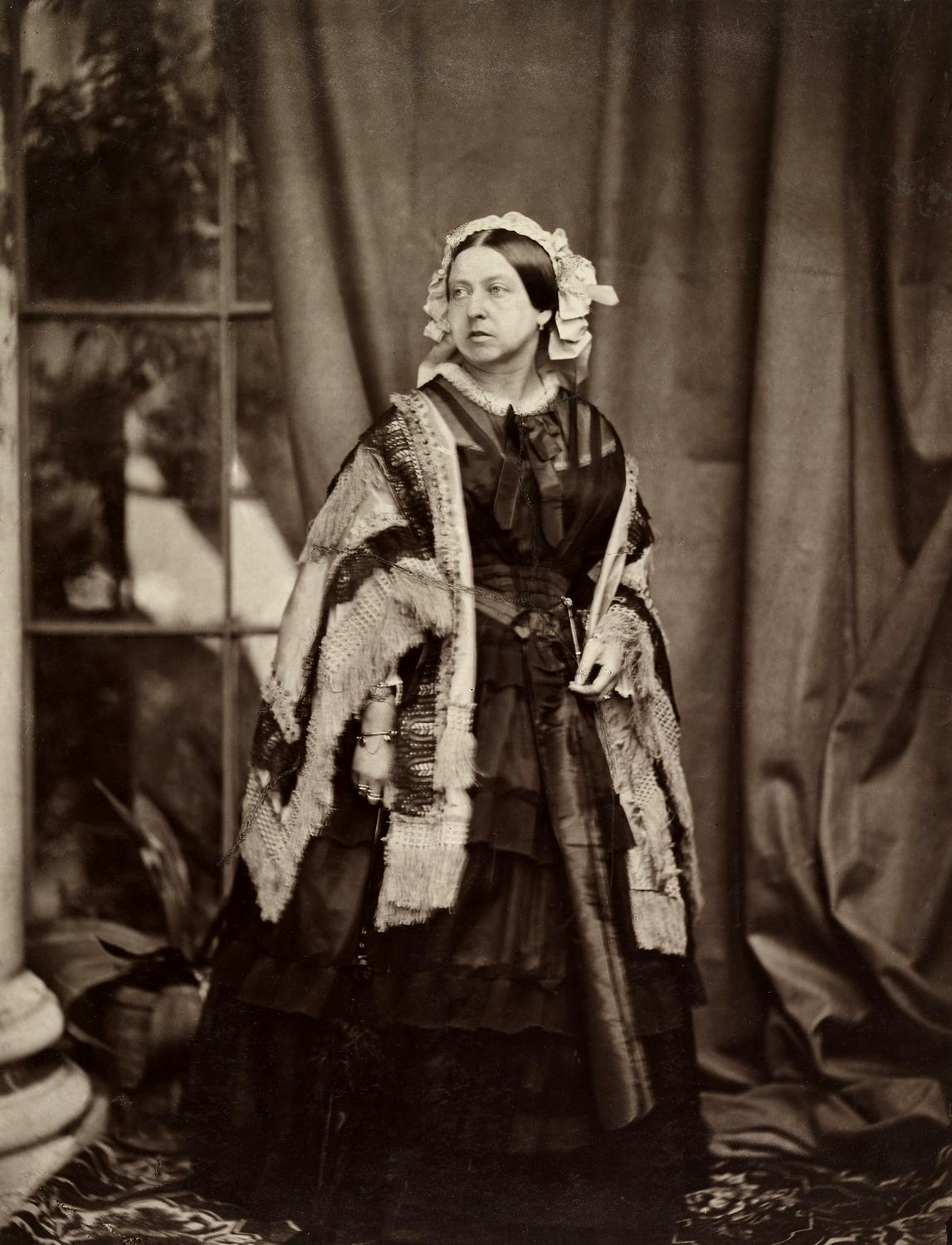
Victoria được chụp ảnh bởi J. J. E. Mayall, khoảng năm 1860.

Tháng 3 năm 1861, mẹ của Victoria qua đời, Victoria ở bên cạnh bà trong giờ phút đó. Sau khi đọc các thư từ mà mẹ để lại, Victoria nhận ra rằng mẹ bà vốn rất thương yêu bà; Bà rất đau lòng, và đổ lỗi cho Conroy và Lehzen vì "thật độc ác" khi li gián bà với mẹ bà. Để chia sẻ với người vợ đang cực kì đau buồn, Albert gánh hết tất cả công việc của bà, dù cho chính ông cũng đang mắc bệnh đau dạ dày mãn tính. Vào tháng 8, Victoria và Albert đến thăm con trai của họ, Thân vương xứ Wales, vốn đang tham dự một cuộc diễn tập quân sự gần Dublin, và dành một vài ngày nghỉ ở Killarney. Vào tháng 11, Albert nghe phong phanh có tin đồn rằng con trai ông đã ngủ với một đào hát người Ireland. Trong nỗi kinh hoàng, Albert đi đến Cambridge, nơi Vương tử đang theo học, để nói chuyện với anh ta. Vào đầu tháng 12, Albert rất không khỏe. Ông bị chẩn đoán là mắc bệnh thương hàn bởi William Jenner, và qua đời vào ngày 14 tháng 12 năm 1861. Victoria hoàn toàn suy sụp. Bà cho rằng cái chết của chồng bà là vì lo buồn cho cái thói trăng hoa của Thân vương xứ Wales. Ông đã bị "giết chết bởi một thực tế đáng sợ", bà nói. Bà bắt đầu để tang và mặc đồ đen trong suốt quãng đời còn lại. Bà tránh xuất hiện trước công chúng, và hiếm khi đặt chân lên đường phố trong nhiều năm sau đó. Cuộc sống ẩn dật này khiến bà có biệt danh "Góa phụ của Windsor".
Việc Victoria tự mình tránh xa công chúng đã làm giảm lòng tin của người dân đối với chế độ quân chủ, và khuyến khích chủ nghĩa cộng hòa có cơ hội phát triển. Bà cam đoan sẽ thực hiện đúng những nhiệm vụ của bà trong chính phủ, nhưng lại sống ẩn dật trong các cung điện vương thất của bà—Windsor Castle, Osborne House, và nơi ở tư nhân tại Scotland mà bà và Albert đã mua lại năm 1847, Lâu đài Balmoral. Tháng 3 năm 1864, một người biểu tình bị chặn lại trước cửa Cung điện Buckingham đã tuyên bố "những cơ ngơi hoa lệ này nên được cho thuê hay bán lại bởi vì hậu quả của sự xuống dốc tàn tạ của chủ nhân nó". Cậu của bà, Leopold, viết thư khuyên bà nên xuất hiện trước công chúng. Bà đồng ý đến thăm khu vườn thuộc Hiệp hội vườn hoàng gia tại Kensington và diễu hành trên đường phố Luân Đôn trên một chiếc xe ngựa.

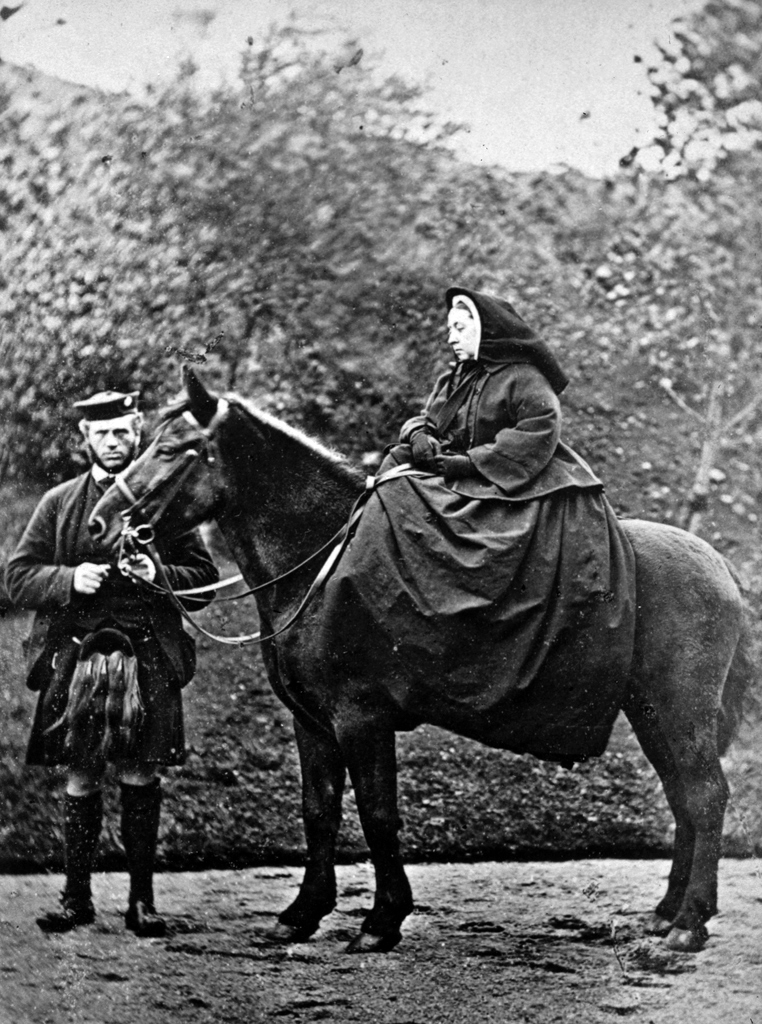
Victoria và John Brown tại Balmoral, ảnh chụp bởi George Washington Wilson khoảng năm 1863

Trong những năm 1860, Victoria ngày càng thân cận với một người đầy tớ đến từ Scotland, John Brown. Có những tin đồn nhằm có mục đích nói về một mối quan hệ lãng mạn và thậm chí là một cuộc hôn nhân bí mật giữa họ được lưu truyền, và Nữ vương bị gọi là "Mrs. Brown". Câu chuyện về mối quan hệ giữa họ được chuyển thể thành một bộ phim công chiếu năm 1997 mang tên Mrs. Brown. Một bức họa của Sir Edwin Henry Landseer miêu tả Nữ vương và Brown đã được trưng bày tại Học viện hoàng gia, và Victoria viết một cuốn sách tên Leaves from the Journal of Our Life in the Highlands, nội dung quyển sách đề cập rõ về Brown và Nữ vương đánh giá ông ta rất cao.
Palmerston chết năm 1865, và sau một thời gian ngắn nắm quyền của Russell, Derby trở lại cương vị Thủ tướng. Năm 1866, Victoria tham dự Phiên Khai mạc Nghị viện lần đầu tiên kể từ cái chết của Albert. Năm sau, bà ủng hộ việc thông qua Đạo luật Cải cách 1867 tăng gấp đôi số lượng cử tri bằng cách mở rộng quyền bầu cử cho những người công nhân ở thành thị, dù bà không ủng hộ việc bỏ phiếu cho phụ nữ. Derby từ chức năm 1868, bị thay thế bởi Benjamin Disraeli, ông ta tìm cách làm vui lòng Victoria. "Tất cả mọi người đều nịnh hót," ông ta nói, "và khi Bệ hạ nắm quyền lực của hoàng gia, Người nên đặt nói trên một cái xẻng." Ông ta ca tụng bà với cụm từ "we authors, Ma'am". Disraeli chỉ nắm quyền có vài tháng, và cuối năm đó đối thủ của ông ta đến từ đảng Tự do, William Ewart Gladstone, được cử làm Thủ tướng. Victoria thấy rằng cách cư xử của Gladstone ít lịch thiệp; khi ông nói với bà, bà được cho là đã từng phàn nàn sau cuộc gặp, như thể bà bị xem là "một cuộc gặp công cộng hơn là gặp một người phụ nữ".
Năm 1870, những người Cộng hòa ở Anh, vốn lên án về sự ẩn dật của Nữ vương, có cơ hội trỗi dậy sau sự kiện Đệ Tam Cộng hòa Pháp được thành lập. Họ tổ chức một cuộc mít tinh ở Quảng trường Trafalgar yêu cầu truất ngôi Victoria, và các đảng viên Cấp tiến diễn thuyết chống lại bà. Tháng 8 và tháng 9 năm 1871, bà bị bệnh nặng với một áp xe trong cánh tay, căn bệnh này được Joseph Lister điều trị thành công bằng phương pháp phun loại thuốc khử trùng mới của ông, carbolic acid.
Cuối tháng 11 năm 1871, lúc phong trào Cộng hòa lên tới đỉnh cao, Thân vương xứ Wales lại mắc bệnh sốt thương hàn, căn bệnh được cho là đã dẫn đến cái chết của cha ông ta, và Victoria lo sợ rằng con bà sẽ không qua khỏi. Khi ngày kỉ niệm 10 năm cái chết của chồng bà đến gần, bệnh tình của con trai bà chuyển biến xấu, và Victoria tiếp tục đau khổ. Cả nước cảm thấy nhẹ nhõm khi Vương tử hết bệnh. Mẹ con bà tham gia một cuộc diễu hành quanh Luân Đôn và tổ chức một đại lễ tạ ơn tại Nhà thờ chính tòa Thánh Paul ngày 27 tháng 2 năm 1872, và phong trào cộng hòa lắng xuống.
Ngày cuối cùng của tháng 2 năm 1872, hai ngày sau buổi lễ tạ ơn, Arthur O'Connor 17 tuổi (cháu trai lớn của nghị sĩ Cấp tiến người Ireland Feargus O'Connor) dùng một khẩu súng không nạp đạn bắn vào chiếc xe ngựa mở cửa của Victoria sau khi bà khởi hành đến Cung điện Buckingham. Brown, người đi cùng Nữ vương, khống chế được anh ta và O'Connor sau đó bị kết án 12 tháng tù giam. Kết quả của sự kiện này là, Victoria càng khôi phục được lòng tin của công chúng.

## Nữ hoàng Ấn Độ

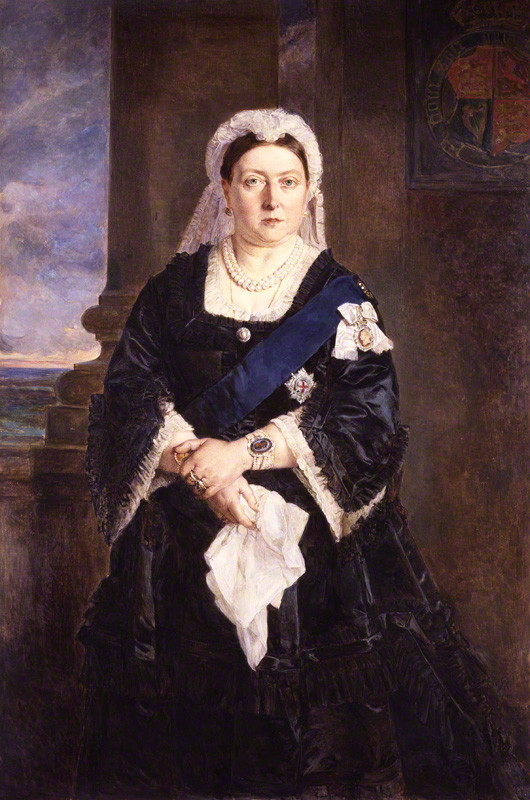
Bức chân dung Nữ hoàng và Victoria của Anh của họa sĩ Heinrich von Angeli năm 1875

Sau Khởi nghĩa Ấn Độ 1857, Công ty Đông Ấn Anh, vốn cai trị phần lớn Ấn Độ, bị tan rã, và tất cả của cải và nền bảo hộ của người Anh lên tiểu lục địa Ấn Độ được sáp nhập trực tiếp vào Đế quốc Anh. Nữ vương có một cái nhìn tương đối công bình về cuộc xung đột, và lên án sự tàn bạo của cả hai phía. Bà viết về "cảm giác kinh dị và sự hối tiếc của bà về kết quả của nội chiến đẫm máu này", và được khuyến khích bởi Albert, bà nhấn mạnh thông báo của mình rằng việc chuyển giao quyền lực từ Công ty về cho Chính phủ "nên được thể hiện bởi sự rộng lượng, nhân từ và lòng khoan dung tôn giáo" Theo chỉ thị của bà, một công văn với nội dung đe dọa "thủ tiêu tôn giáo và phong tục bản địa" được thay thế bởi một công văn đảm bảo tự do tôn giáo.
Trong cuộc tuyển cử năm 1874, Disraeli trở lại nắm quyền. Ông cho thông qua Đạo luật Thờ cúng công cộng 1874, theo đó loại bỏ các nghi thức Công giáo trong phụng vụ của giáo hội Anh và được Victoria rất ủng hộ. Bà thích những thứ ngắn gọn, đơn giản, và cá nhân bà cảm thấy bà phù hợp với Giáo hội Trưởng lão của Scotland hơn là chế độ giám mục trong Giáo hội Anh. Ông cũng thúc đẩy Đạo luật danh hiệu hoàng gia được thông qua bởi Quốc hội, do đó Victoria được tôn làm [Nữ hoàng Ấn Độ; Empress of India] từ ngày 1 tháng 5 năm 1876. Danh hiệu mới này được công bố tại Delhi Durbar ngày 1 tháng 1 năm 1877.
Ngày 14 tháng 12 năm 1878, kỉ niệm ngày mất của Albert, con gái thứ hai của Victoria, Alice, người được gả cho Ludwig của Hessen, chết vì bệnh bạch hầu ở Darmstadt. Victoria chú thích về sự trùng hợp ngẫu nhiên này rằng đó là một cái ngày "gần như không thể tin được và bí ẩn nhất". Tháng 5 năm 1879, bà trở thành bà cố (với sự chào đời của Feodora của Sachsen-Meiningen) và bước qua "sinh nhất thứ 60 tồi tệ". Bà cảm thấy "già đi" khi "mất đi đứa con thân yêu".
Giữa tháng 4, 1877 và tháng 2, 1878, bà năm lần đe dọa là sẽ thoái vị để buộc Disraeli phải hành động chống lại Nga trong Chiến tranh Nga-Thổ, nhưng lời đe dọa của bà không tác động được đến những sự kiện kết thúc chiến tranh và hội nghị Berlin. Chính sách bành trướng của Disraeli trong vấn đề đối ngoại, được Victoria tán đồng, dẫn tới những cuộc xung đột như Chiến tranh Anh-Zulu và Chiến tranh Anh-Afghanistan lần thứ hai. "Nếu chúng ta đều muốn duy trì vị trí của chúng ta là quyền lực số một ", bà viết, "chúng ta phải... có sự chuẩn bị cho các cuộc tấn công và các cuộc chiến, ở bất cứ nơi đâu và với bất cứ ai, LIÊN TỤC." Victoria thấy rằng sự bành trướng của Đế chế Anh là văn minh và nhân từ, nhằm bảo vệ những người dân bản địa khỏi những cuộc xâm lăng khác và những bạo chúa độc ác: "Không phải phong tục của chúng ta là thôn tính nước khác", bà nói, "trừ khi chúng ta có nghĩa vụ và buộc phải làm như thế." Victoria mất tinh thần khi Disraeli thất bại trong cuộc tuyển cử 1880, và Gladstone trở lại làm tướng. Khi Disraeli chết vào năm sau, mắt bà mờ đi vì "nước mắt rơi nhanh", và cho dựng một tấm bia tưởng niệm "được đặt bởi quân vương và một người bạn rất biết ơn ông, Victoria R.I."

## Những năm cuối đời

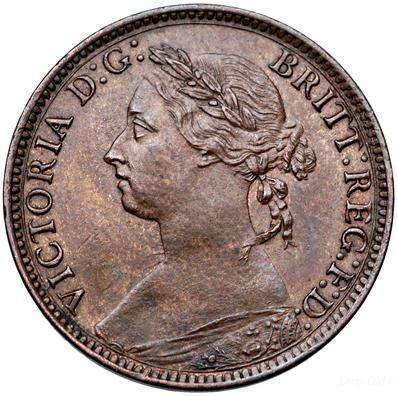
Đồng tiền farthing in hình Victoria, những năm 1884

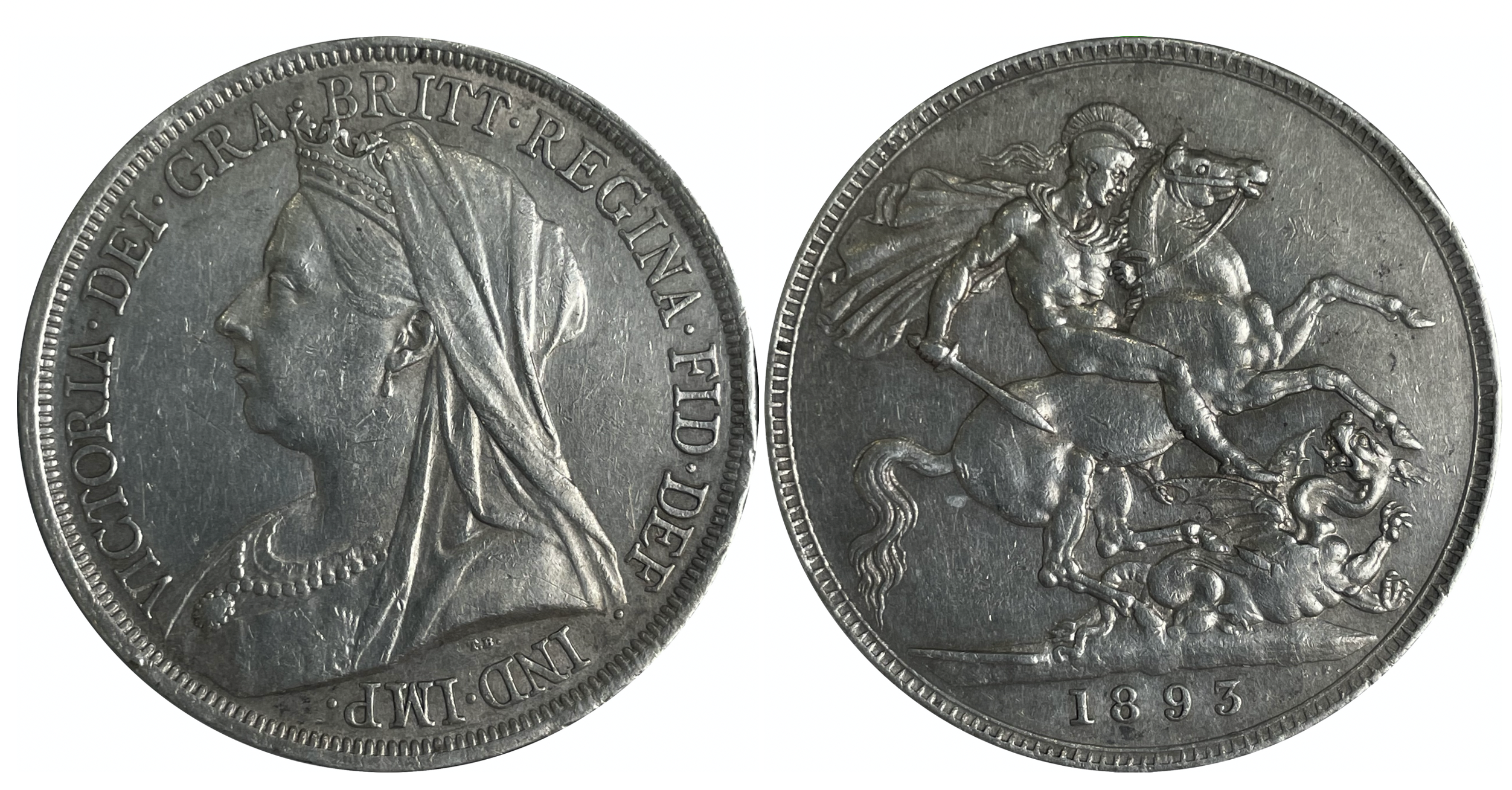
Xu bạc: 1 crown Victoria, đúc năm 1893 - Đây là dòng crown bạc cuối cùng được đúc dưới thời trị vì của bà

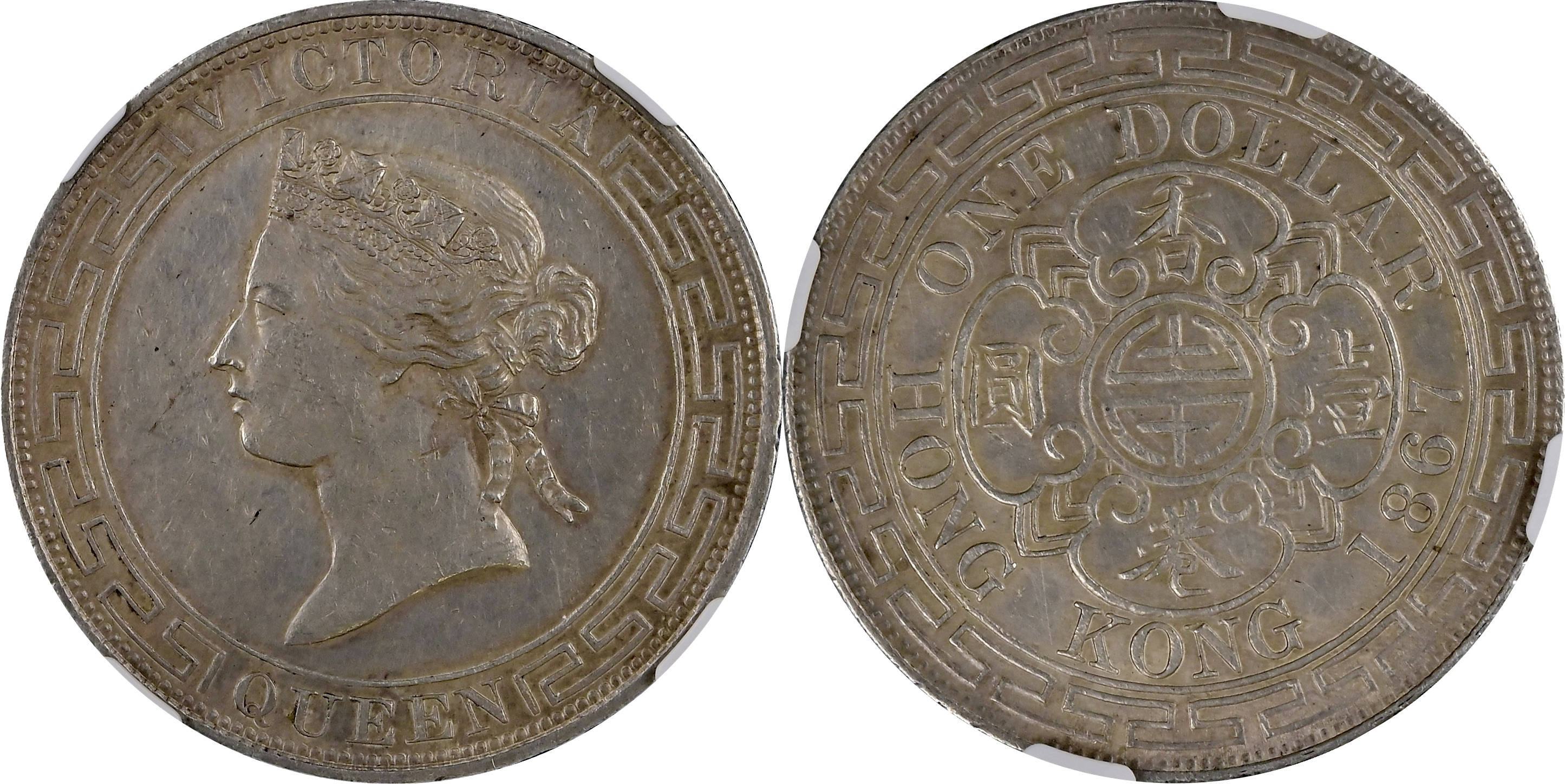
Xu bạc: 1 dollar Hong Kong với chân dung Nữ hoàng Victoria đội Vương miện Kim cương ở mặt trước. Đây được xem là đô la thương mại sớm nhất của phương Tây xuất hiện ở Viễn Đông

Ngày 2 tháng 3 năm 1882, Roderick Maclean, một nhà thơ có tư tưởng bất mãn đã cảm thấy xúc phạm khi Victoria từ chối chấp nhận một trong những tác phẩm của ông ta, bắn vào Nữ vương khi bà đang ngồi xe ngựa rời ga Windsor. Hai nam sinh của Eton College đến đánh ông ta bằng ô dù của họ, cho đến khi ông ta bị cảnh sát cách li. Victoria bị xúc phạm khi ông ta được chứng minh là không có tội với lý do mắc bệnh tâm thần, nhưng lại rất hài lòng với lòng trung thành của mọi người đối với mình mà bà nói rằng "bị bắn là rất đáng khi biết ta được rất nhiều người yêu thương".
Ngày 17 tháng 3 năm 1883, bà bị ngã lầu tại Windsor, làm chân trái của bà bị liệt cho đến tháng 7; bà không bao giờ hoàn toàn hồi phục và bị ám ảnh bởi căn bệnh thấp khớp sau đó. Brown qua đời 10 ngày sau tai nạn của bà, và với sự kinh ngạc của quan thư ký riêng, Sir Henry Ponsonby, Victoria bắt đầu viết một cuốn tiểu sử ca tụng Brown. Ponsonby và Randall Davidson, Linh mục Windsor, những người nhìn thấy các bản thảo đầu tiên, đã khuyên Victoria đừng cho công bố, với lý do là nó sẽ làm bùng lên những đồn thổi về chuyện tình cảm. Bản thảo đã bị hủy. Đầu năm 1884, Victoria xuất bản More Leaves from a Journal of a Life in the Highlands, phần tiếp theo của quyển sách mà bà viết trước đây, bà dành riêng nó cho "người phục vụ tận tụy và người bạn trung thành John Brown". Vài ngày sau lễ giỗ đầu của Brown, Victoria nhận được điện tín thông báo rằng con trai út của bà, Leopold, đã chết ở Cannes. Ông là người "thân yêu nhất trong những đứa con thân yêu của Quả nhân", bà than thở.
Tháng sau, con gái út của Victoria, Beatrice, gặp và yêu Heinrich xứ Battenberg trong đám cưới của cháu ngoại Victoria là Victoria của Hessen và Rhein, với anh trai của Heinrich, Louis xứ Battenberg. Beatrice và Heinrich dự định kết hôn, nhưng Victoria ban đầu chống đối hôn sự này, bà muốn giữ Beatrice ở nhà để bầu bạn với bà. Sau một năm, bà được đảm bảo là sau khi cưới Heinrich và Beatrice vẫn sẽ sống cùng và chăm sóc bà. Victoria thấy vui mừng khi Gladstone từ chức năm 1885 sau khi ngân quỹ của ông ta sạch sành sanh. Bà nghĩ chính phủ của ông ta là "thứ tệ nhất ta từng thấy", và đổ lỗi cho ông ta về cái chết của of tướng Gordon ở Khartoum. Gladstone được thay thế bởi Lãnh chúa Salisbury. Nhưng chính phủ Salisbury chỉ tồn tại có vài tháng, và Victoria buộc phải tái bổ nhiệm, người bà gọi là "hơi điên & và thực sự là một ông lão vô lý". Gladstone cố gắng thông qua một dự luật trao quyền tự trị cho Ireland, nhưng Victoria vui mừng khi dự luật bị đánh bại. Trong cuộc bầu cử tiếp theo, đảng của Gladstone bị đánh bại bởi Salisbury và chính phủ đổi chủ một lần nữa.

### Đại lễ Vàng
Năm 1887, khắp Đế quốc Anh tổ chức Lễ kỉ niệm vàng của Victoria của Anh. Victoria kỉ niệm 50 năm ngày lên ngôi vào ngày 20 tháng 6 với một bữa tiệc có sự tham gia của 50 vị vua và vương thân. Ngày hôm sau, bà tham gia một buổi diễu hành và lễ tạ ơn tại Tu viện Westminster. Vào lúc này, Victoria một lần nữa được quần chúng nồng nhiệt hoan nghênh. Hai ngày sau 23 tháng 6, bà dùng hai người Hồi giáo đến từ Ấn Độ làm bồi bàn, một người là Abdul Karim. Ông sớm được thăng làm "Munshi": dạy bà tiếng Urdu, và làm nhiệm vụ như một nhân viên. Gia đình và thuộc hạ của bà rất kinh hoàng, và cáo buộc Abdul Karim làm gián điệp cho Tổ chức Hồi giáo yêu nước, và xúi giục Nữ vương chống lại đạo Hindu. Quan bạch mã ôn Frederick Ponsonby (con của Sir Henry) phát hiện rằng Munshi đã ba xạo về nguồn gốc của anh ta, và tường thuật lại cho Lãnh chúa Elgin, Phó vương Ấn Độ, "hai tên Munshi chiếm được rất nhiều vị trí giống như John Brown đã từng." Victoria bác bỏ khiếu nại của họ, cho đó là thành kiến về chủng tộc. Abdul Karim tiếp tục phục vụ bà cho đến khi ông trở về Ấn Độ với tiền lương hưu sau khi bà qua đời.

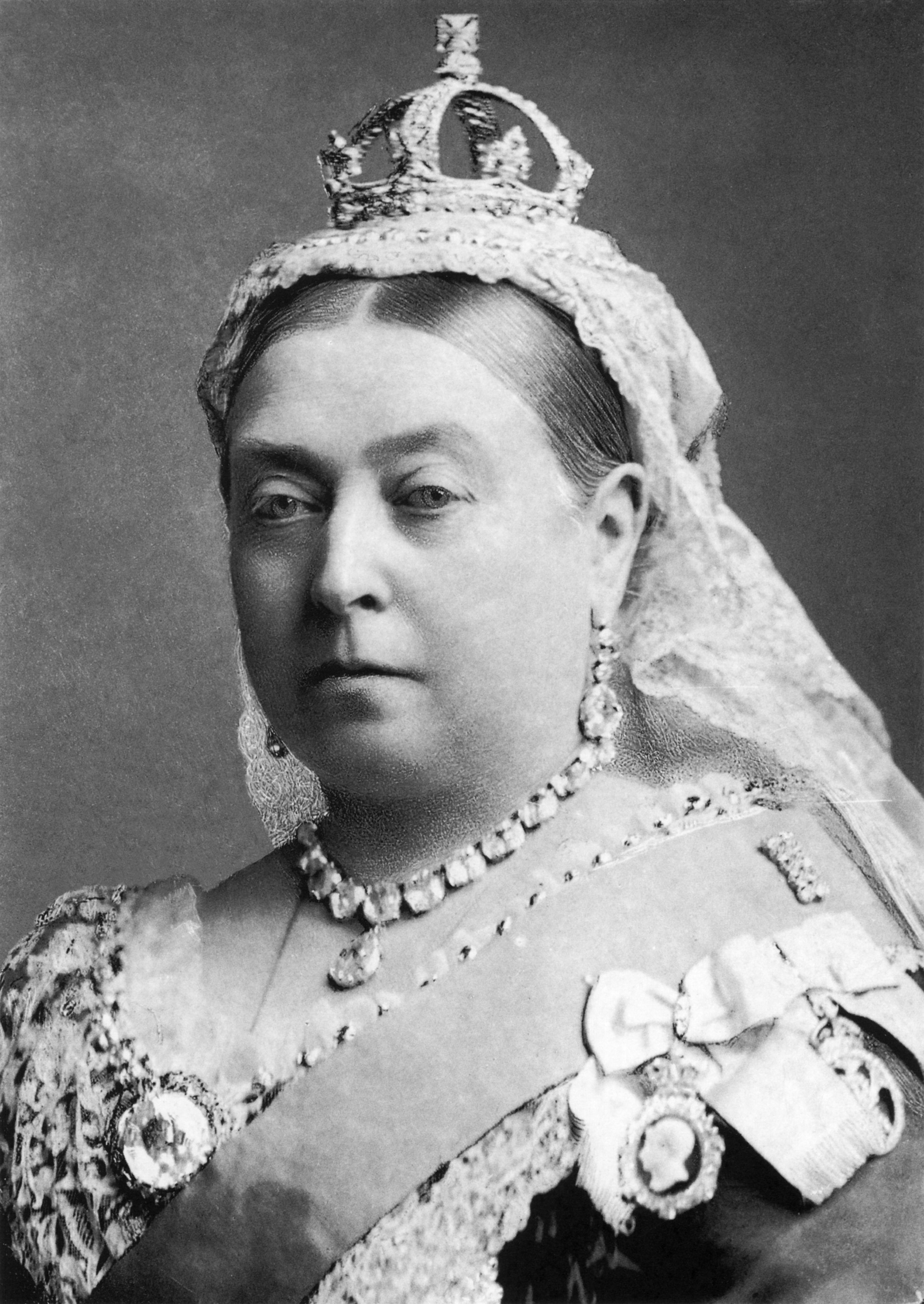
Victoria của Anh những năm 1880, trên đầu đội Vương miện Kim cương nhỏ

Con gái lớn của Victoria trở thành Hoàng hậu Đức năm 1888, nhưng bà ta lại góa chồng vào cùng năm đó, và cháu ngoại của Victoria là Wilhelm trở thành Hoàng đế Đức Wilhelm II. Dưới thời Wilhelm, những hi vọng của Victoria và Albert về một nước Đức tự do đã tiêu tan. Anh ta tin vào chế độ chuyên chế. Victoria nghĩ rằng anh ta có "trái tim nhỏ bé hay Zartgefühl [tact] – và... lương tâm & trí tuệ của anh ta đã hoàn toàn wharped  [sic]".
Gladstone trở lại nắm quyền sau cuộc tuyển cử năm 1892; năm đó ông ta 82 tuổi. Victoria phản đối khi Gladstone đề xuất bổ nhiệm đảng viên Cấp tiến Henry Labouchère vào Nội các, nên Gladstone đồng ý không bổ nhiệm ông ta. Năm 1894, Gladstone nghỉ hưu, và không hỏi ý kiến vị thủ tướng tiền nhiệm, Victoria đã bổ nhiệm Lãnh chúa Rosebery làm Thủ tướng. Chính phủ của ông ta yếu kém, và năm sau lãnh chúa Salisbury lên thay. Salisbury làm thủ tướng trong suốt những năm cuối triều Victoria.

### Đại lễ Kim cương

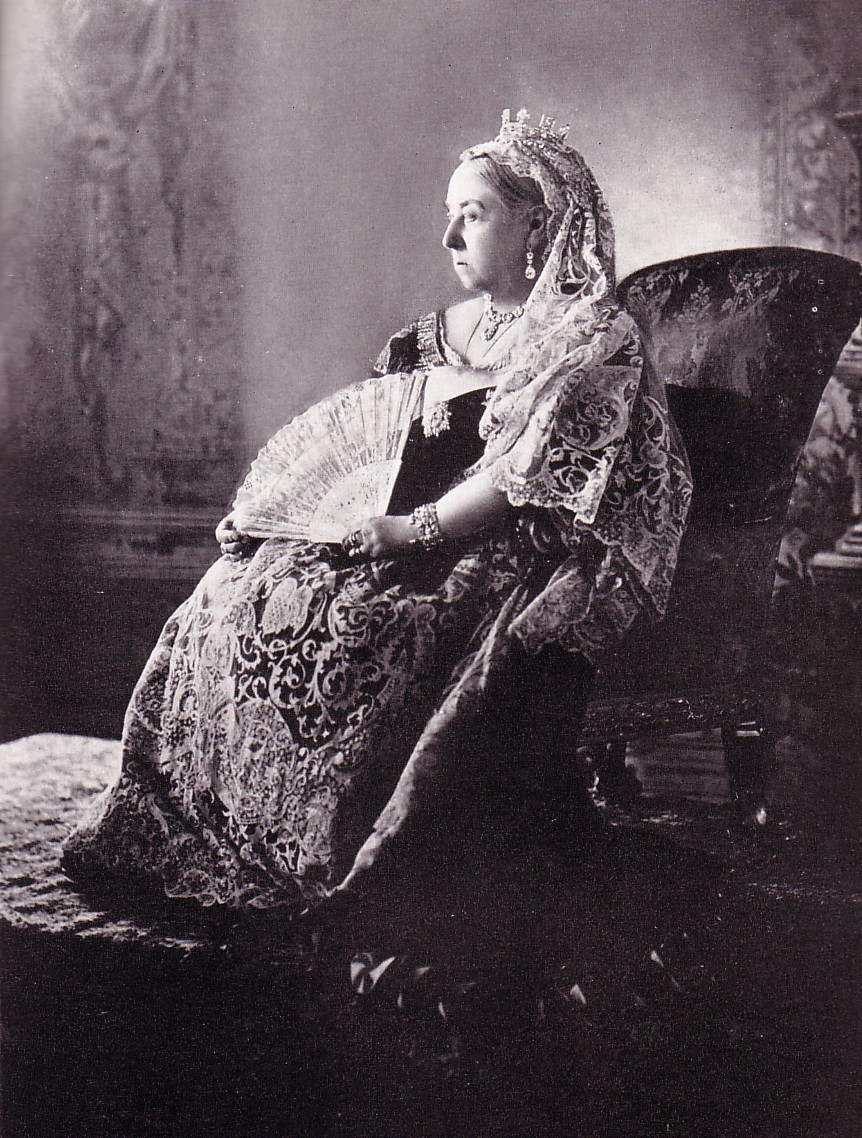
Victoria trong lễ kỉ niệm kim cương được chụp bởi W. & D. Downey

Ngày 23 tháng 9 năm 1896, Victoria đã vượt qua ông nội của bà George III trở thành quân vương tại vị lâu nhất trong lịch sử Anh, Scotland và Liên hiệp Anh. Nữ vương yêu cầu rằng bất kì lễ kỉ niệm nào cũng phải được trì hoãn cho đến năm 1897, trùng với Đại lễ Kim cương của bà, đó là một lễ hội lớn của Đế quốc Anh theo gợi ý của Tổng trưởng thuộc địa Joseph Chamberlain. Tất cả các thủ tướng đã từng lãnh đạo chính phủ đều được mời tới Luân Đôn để dự buổi lễ này.
Lễ kỉ niệm Kim cương của Nữ vương vào ngày 22 tháng 6 năm 1897 được đánh dấu bằng một cuộc diễu hành 6 dặm vòng quanh Luân Đôn và bao gồm tất cả quân đội trên khắp đế quốc. Đám rước dừng lại để thực hiện một nghi lễ tạ ơn ngoài trời ở bên ngoài Nhà thờ chính tòa Thánh Paul, trong suốt lộ trình Victoria ngồi trong chiếc xe ngựa mở của bà, để tránh cho bà khỏi phải leo lên các bậc thang bước vào tòa nhà. Buổi lễ gây ấn tượng bởi các số lượng lớn khán giả và sự thổ lộ cảm xúc của Nữ vương 78 tuổi.
Victoria đã đến thăm đại lục châu Âu thường xuyên trong những ngày nghỉ. Năm 1889, trong kì nghỉ ở Biarritz, bà trở thành vị quân vương đương vị đầu tiên của Anh đặt chân lên đất Tây Ban Nha khi bà vượt biên và có một chuyến thăm ngắn. Tháng 4 năm 1900, Chiến tranh Boer lần thứ hai không được sự ủng hộ từ đại lục châu Âu và do đó chuyến thăm của bà đến Pháp bị cho là không thích hợp. Thay vào đó, Nữ vương đến Ireland lần đầu tiên vào năm 1861, một phần là để ghi nhận những đóng góp của trung đoàn Ireland trong chiến tranh ở Nam Phi. Tháng 7, Vương tử thứ hai Alfred ("Affie") chết; "Oh, Chúa ơi! Đứa con tội nghiệp Affie của tôi cũng đã đi xa", bà viết lại trong nhật ký. "Đó là một năm khủng khiếp, không có gì ngoài nỗi buồn và nỗi kinh hoàng, đại khái như vậy."

### Tạ thế và Kế tự

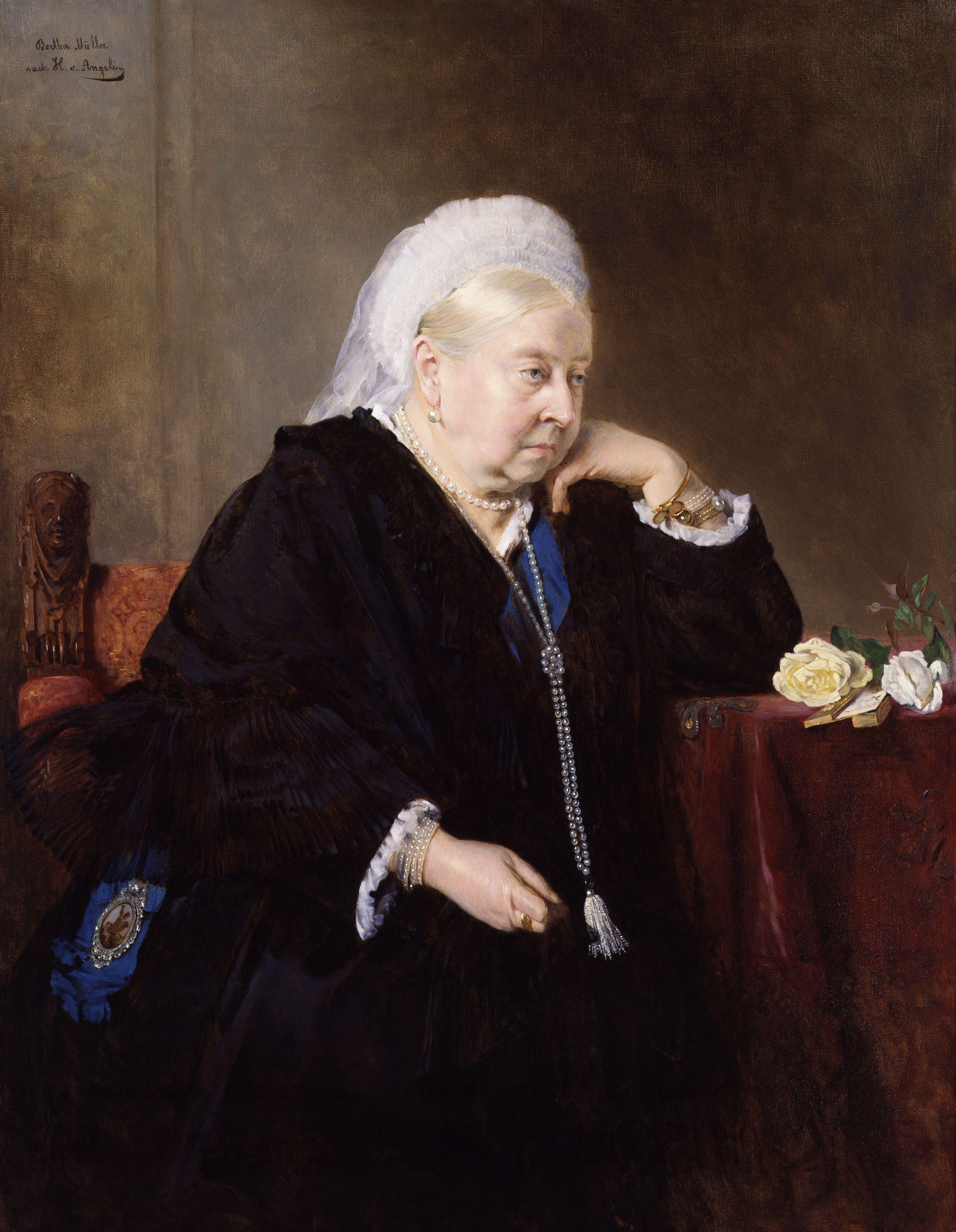
Nữ vương Victoria ở tuổi 80, 1899.

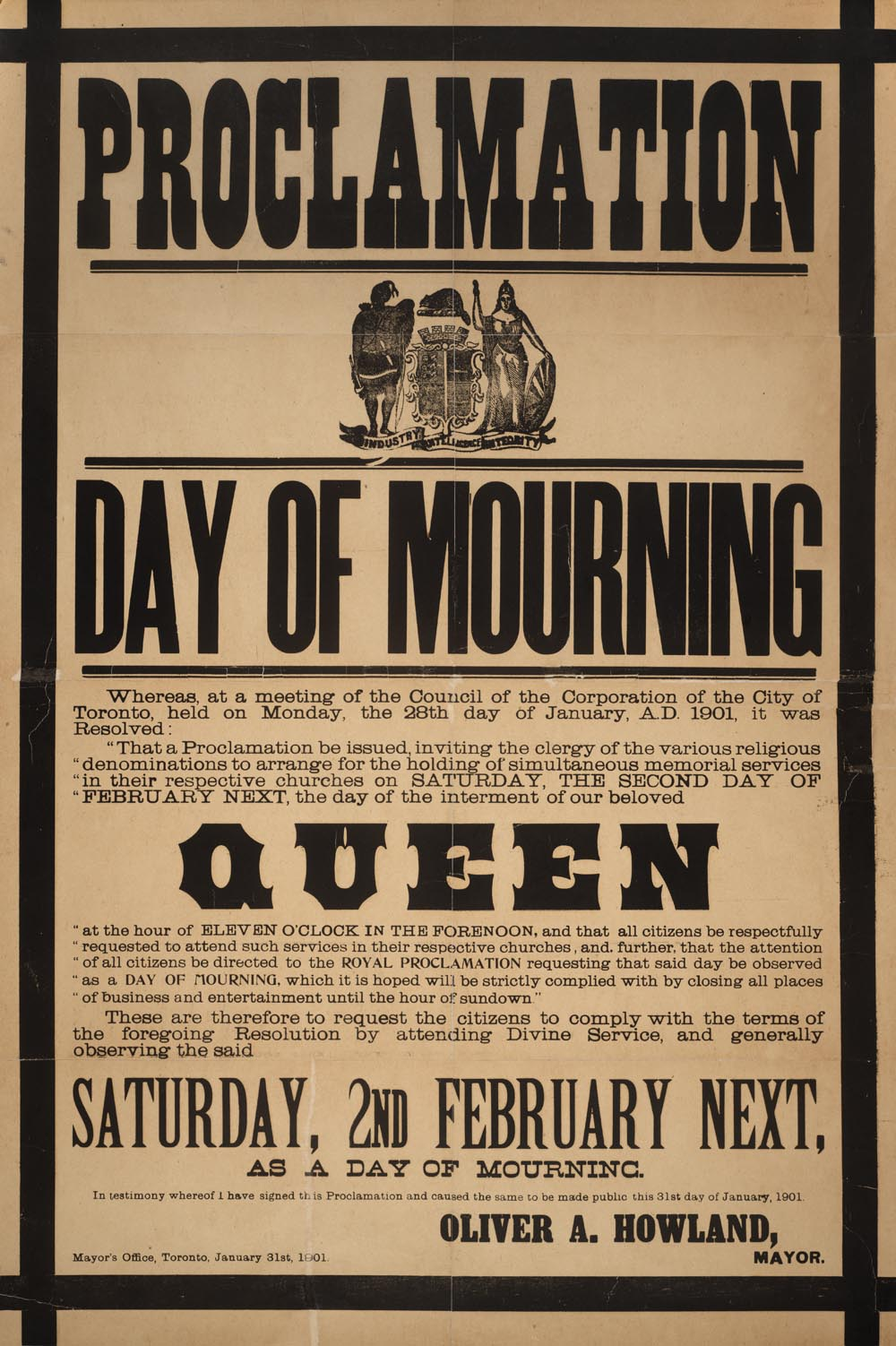
Poster tuyên bố quốc tang ở Toronto trong ngày tang lễ của Victoria

Theo như tục lệ bà duy trì định kì trong suốt thời gian góa bụa, Victoria trải qua Giáng sinh năm 1900 tại Osborne House trên Đảo Wight. Bệnh thấp khớp ở chân khiến bà lại bị què, và thị lực của bà yếu đi nhanh chóng do bệnh đục thể thủy tinh. Vào đầu tháng giêng, bà cảm thấy "yếu ớt và không khỏe", và giữa tháng 1 bà "buồn ngủ ... choáng váng, [và] lú lẫn". Nữ vương Victoria tạ thế vào Thứ Ba, 22 tháng 1 năm 1901, vào 6 giờ 30 tối, ở tuổi 81. Con trai bà và cũng là người kế vị Vua Edward VII, cùng hoàng trưởng tôn, Hoàng đế Wilhelm II của Đức, ở cùng bà trên giường bệnh. Chú chó cưng của bà thuộc giống Pomerania, tên Turri, được ẵm lên giường theo yêu cầu cuối cùng của bà.
Năm 1897, Victoria đã viết công văn hướng dẫn cho việc tổ chức tang lễ của bà và trang phục màu trắng được dùng thay vì màu đen. Ngày 25 tháng 1, Edward VII, Đức hoàng cùng Vương tử Arthur, Công tước xứ Connaught, cùng nhau nâng di thể của bà đưa vào quan tài. Bà mặc một chiếc áo màu trắng và đeo khăn che mặt dùng trong lễ cưới. Một loạt những vật kỉ niệm từ gia đình, bạn bè và những hầu cận được đặt bên cạnh bà trong quan tài, theo di nguyện của bà, bởi các bác sĩ và người phụ trang. Một chiếc áo khoác ngoài mà Albert từng mặc được đặt cạnh bà, với bó bột trên tay ông khi trước, và còn có một lọn tóc của John Brown, cùng một bức họa ông ta, được đặt trên tay trái bà nhưng được gia đình bà che giấu cẩn thận bằng cách lấp đầy hoa vào vị trí đó.
Những trang sức đặt bên Victoria bao gồm nhẫn cưới của mẹ John Brown, được Brown trao cho bà năm 1883. Tang lễ của bà được tổ chức vào thứ bảy, 2 tháng 2, tại Nhà nguyện Thánh George, Lâu đài Windsor, và sau hai ngày quan tài được quàn tại đó, bà được chôn cất bên cạnh Vương tế Albert trong Frogmore Mausoleum thuộc Đại Công viên Windsor.
Với thời gian cai trị là 63 năm, 7 tháng và 2 ngày, có thể nói Victoria của Anh là vị quân vương Anh trị vì lâu nhất trong lịch sử cho đến thời điểm ấy. Tuy nhiên, vị trí "trị vì lâu nhất" tính về quân chủ nói chung hay nữ quân chủ nói riêng đã bị soán, khi cháu sơ của bà là Nữ vương Elizabeth II phá kỉ lục này vào ngày 9 tháng 9 năm 2015. Bà là vị quân vương Anh cuối cùng của Vương tộc Hanover. Con trai và người kế tự của bà Edward VII thuộc về Vương tộc Saxe-Coburg và Gotha tính theo họ của cha ông, Albrecht.

## Di sản

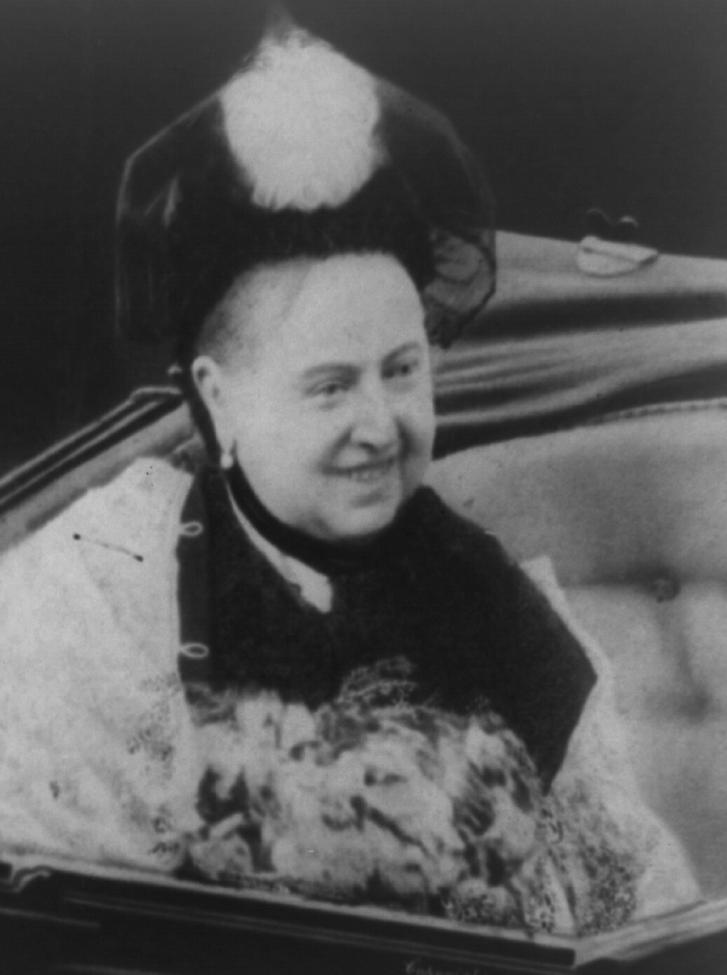
Victoria lừa phỉnh. Lời nhận xét "Chúng ta không lừa phỉnh" là được quy cho bà nhưng không có bằng chứng trực tiếp cho thấy bà từng nói như vậy, bà cũng phủ nhận chuyện này.

Theo như một trong những người viết tiểu sử của bà, Giles St Aubyn, Victoria viết hơn 2,500 từ mỗi ngày từ sau khi bà trưởng thành. Từ tháng 7 năm 1832 cho đến trước cái chết của mình, bà vẫn tỉ mỉ viết nhật ký, tổng cộng lên đến 122 quyển. Sau cái chết của Victoria, con gái út của bà, Vương nữ Beatrice, được bổ nhiệm làm người bảo quản văn chương của bà. Beatrice chép và biên tập nhật ký từ quãng thời gian Victoria lên ngôi trở đi, và đốt các nguyên bản trong quá trình này. Dù cho sự hủy diệt này, phần nhiều nội dung nhất ký vẫn còn tồn tại. Song song với những bản sao của Beatrice, Lãnh chúa Esher đã chép phần từ 1832 đến 1861 trước khi Beatrice tiêu hủy chúng. Một phần của những thư từ của Victoria' đã được xuất bản thành các quyển và được chỉnh sửa bởi A. C. Benson, Hector Bolitho, George Earle Buckle, Huân tước Esher, Roger Fulford, và Richard Hough cùng nhiều người khác.
Victoria có dáng vẻ bề ngoài không mấy dễ thương — bà mập mạp, không nhã nhặn và cao không tới 5 feet — nhưng bà thành công khi tạo dựng một hình ảnh đẹp trước công chúng. Bà từng bị mất lòng dân trong những năm đầu góa bụa, nhưng lại nhận được sự yêu mến trong những năm 1880 và 1890, khi bà được coi là một người mẹ nhân từ của đế chế. Chỉ sau khi những cuốn nhật ký và những lá thư của bà xuất hiện đem đến cho bà ảnh hưởng lên chính trị và nổi tiếng trước mắt công chúng. Những người viết tiểu sử của Victoria đã được viết rất nhiều khi những nguồn sơ cấp luôn có sẵn, chẳng hạn như tác phẩm của Lytton Strachey, Queen Victoria năm 1921, đã trở nên lỗi thời. Những bản tiểu sử được viết bởi Elizabeth Longford và Cecil Woodham-Smith, ra đời tương ứng vào các năm 1964 và 1972, thì vẫn được phổ biến rộng rãi. Họ, và những người khác, kết luận rằng Victoria là một người đa cảm, ngoan cố, trung thực và thẳng thắn. Trong triều đại của Victoria, quá trình hình thành của chế độ quân chủ lập hiến hiện đại ở Anh tiếp tục. Việc cải cách hệ thống bầu cử làm tăng quyền lực của Hạ viện lấn át Thượng viện và quốc vương. Năm 1867, Walter Bagehot viết rằng quốc vương chỉ còn có "quyền nêu ý kiến để tham khảo, quyền khuyến khích, và quyền cảnh báo". Khi ngai vàng của Victoria trở thành một biểu tượng hơn là quyền lực chính trị, nó là một khuôn mẫu về đạo đức và các giá trị gia đình, trái ngược hẳn với những vụ bê bối tình ái, tài chính và scandal cá nhân của nhiều thành viên gia tộc Hanover trước kia từng ngự trị trên ngai vàng. Khái niệm "chế độ quân chủ gia đình", mà tầng lớp trung lưu đang phát triển có thể đồng cảm, đã được kiên cố hóa.

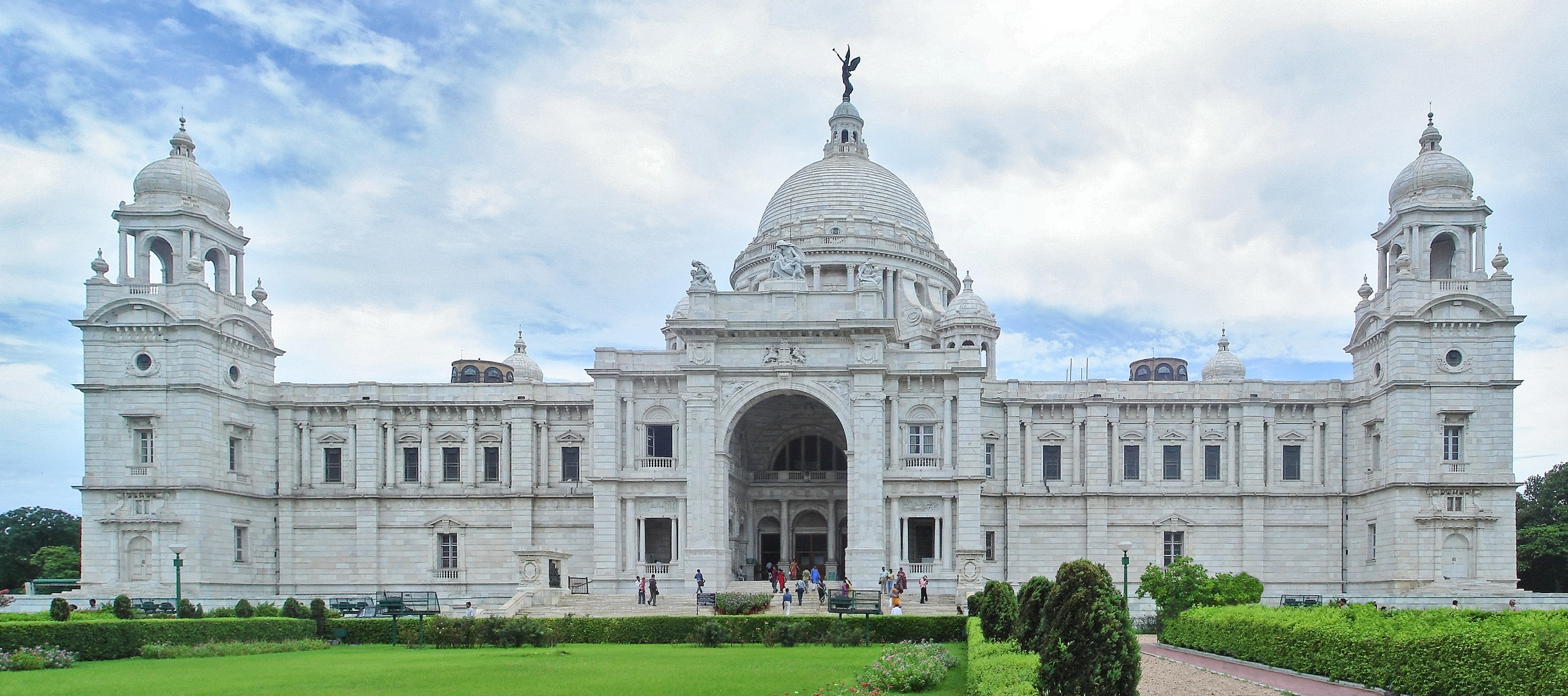
Đài tưởng niệm Victoria ở Kolkata, Ấn Độ.

Quan hệ giữa Victoria với các vương thất và hoàng thất Châu Âu mang đến cho bà biệt danh [Người bà của Châu Âu; The grandmother of Europe] Victoria và Albert có 42 cháu nội ngoại, trong đó 34 người sống qua tuổi trưởng thành. Những hậu duệ của họ bao gồm Elizabeth II, Vương tế Philippos, Công tước Edinburgh, Harald V của Na Uy, Carl XVI Gustaf của Thụy Điển, Margrethe II của Đan Mạch, và Felipe VI của Tây Ban Nha.

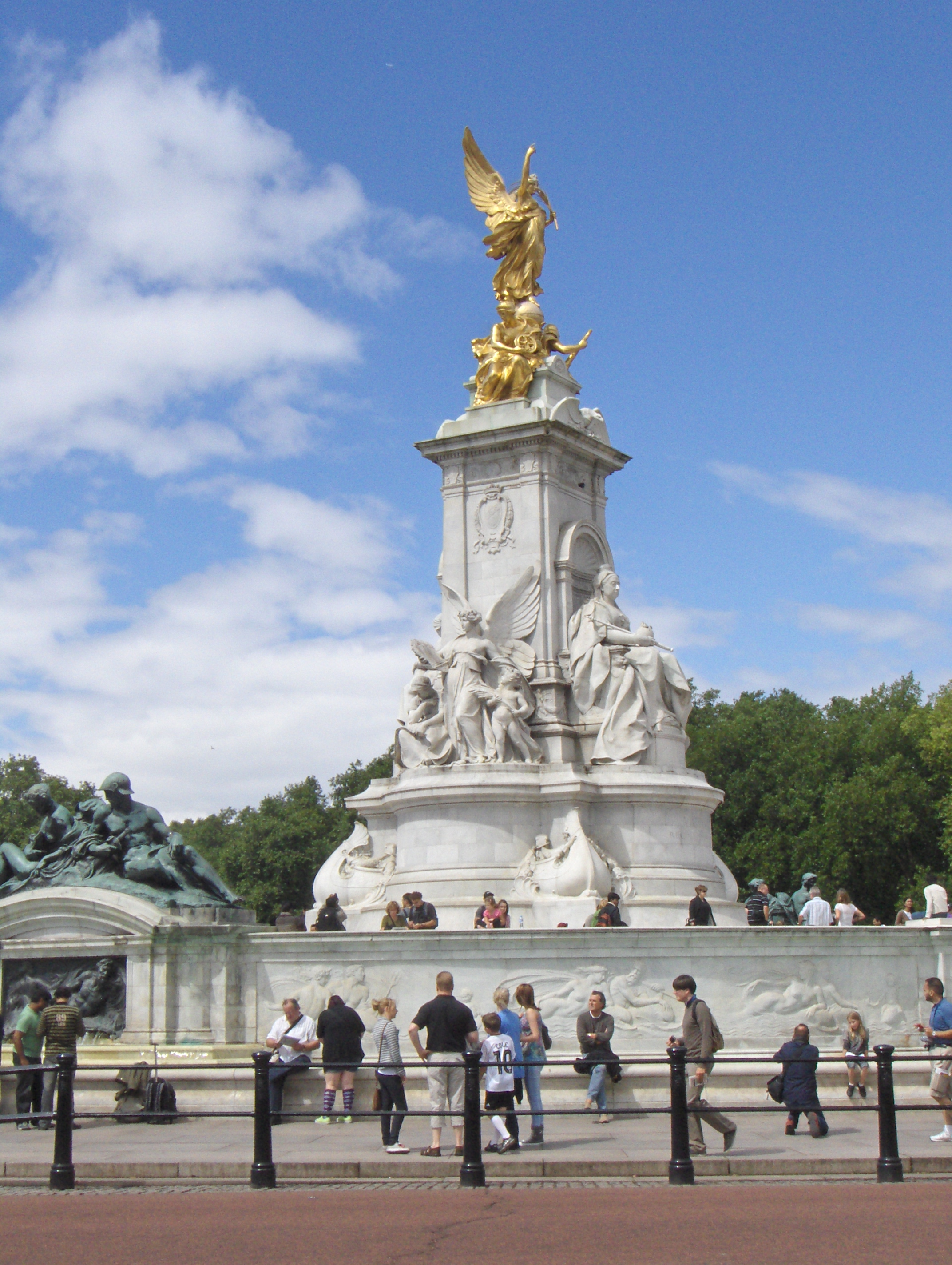
Đài tưởng niệm đặt trước Cung điện Buckingham.

Con trai út của Victoria, Leopold, chết do chứng máu khó đông và hai trong số các con gái của bà, Alice và Beatrice, mang gen nhiễm bệnh. Căn bệnh vương tộc này có nguồn gốc từ Victoria ảnh hưởng đến hậu duệ của bà, Thái tử Aleksey của Nga, Alfonso, Thân vương xứ Asturias, và Vương tử Gonzalo của Tây Ban Nha. Sự hiện diện của căn bệnh này trong cơ thể hậu duệ của Victoria, nhưng không có ở tổ tiên bà, dẫn đến mối hoài nghi rằng người cha thực sự của bà không phải là Công tước xứ Kent vì ông không mắc bệnh.
Không có bằng chứng về bệnh máu khó đông trong các thể hệ nhà mẹ Victoria, và người mang mầm bệnh nếu là nam thì người đó chắc chắn mắc bệnh, và khó sống lâu; thậm chí nếu một người đàn ông sống sót thì ông ta cũng bị di chứng nặng. Cũng rất có thể đột biến xảy ra một cách tự nhiên vì cha (nếu là thật) của Victoria đã quá 50 khi vợ ông mang thai và chứng máu khó đông xuất hiện thường xuyên ở những đứa trẻ chào đời khi cha chúng đã quá già. Nguyên nhân đột biến tự phát chiếm +1⁄3 số trường hợp bệnh.
A. N. Wilson cho rằng cha của Victoria không thể là công tước xứ Kent vì hai lý do:
1. Sự xuất hiện đột ngột của chứng máu khó đông trong các hậu duệ của Victoria. Bệnh này không tồn tại trong vương tộc trước đây.
2. Sự biến mất đột ngột của chứng porphyria trên hậu duệ của Victoria. Theo Wilson, bệnh này rất phổ biến trong vương thất trước thời Victoria nhưng sau thời bà thì không.[223]

Trên thế giới, có những địa danh và đài tưởng niệm dành riêng cho bà, đặc biệt là trong Khối Thịnh vượng chung. Những địa điểm được đặt tên theo tên của bà bao gồm thủ đô Seychelles, hồ rộng nhất châu Phi, Thác Victoria, thủ đô Gozo và Victoria Lines ở Malta, thủ đô Columbia thuộc Anh và Saskatchewan (Regina), và hai bang của Australia (Victoria và Queensland).
Bội tinh Victoria được giới thiệu năm 1856 và dùng để tưởng thưởng cho những anh hùng trong giai đoạn Chiến tranh Krym, và nó vẫn là giải thưởng cao nhất ở Anh, Canada, Australia và New Zealand cho những hành động dũng cảm. Ngày Victoria là một ngày nghỉ lễ ở Canada và ngày lễ công cộng ở một số vùng thuộc Scotland được tổ chức vào ngày thứ hai cuối cùng trước ngày 24 tháng 5 (ngày sinh của Victoria).

## Danh hiệu, huy hiệu

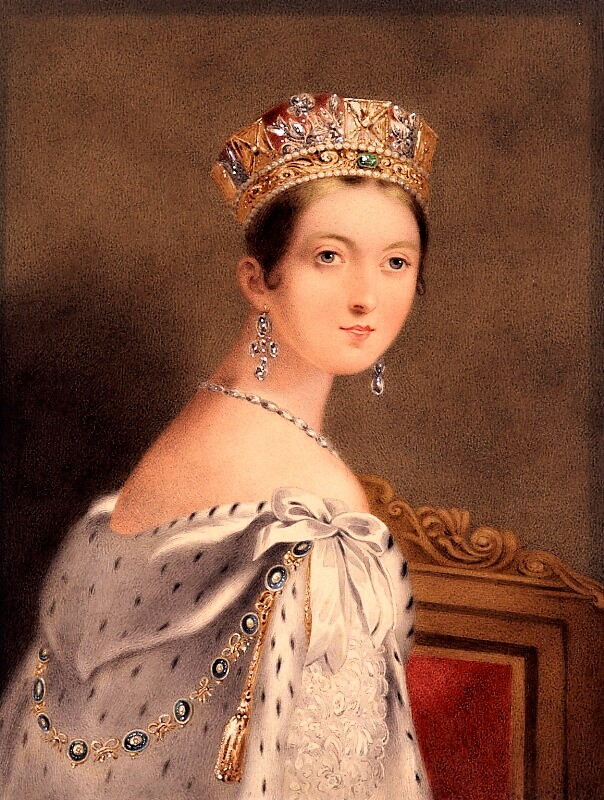
Tranh chân dung Victoria bởi W. Warman và Thomas Sully

### Danh hiệu
- 24 tháng 5 năm 1819 – 20 tháng 6 năm 1837: Vương tôn nữ Alexandrina Victoria xứ Kent Điện hạ
- 20 tháng 6 năm 1837 – 22 tháng 1 năm 1901: Nữ vương Bệ hạ

Vào cuối đời, danh hiệu đầy đủ của Nữ vương là: [Victoria Bệ hạ, bởi Ân điển của Chúa, Nữ vương của Vương quốc Liên hiệp Anh và Ireland, Người Bảo vệ Đức tin, Nữ hoàng Ấn Độ]

### Huy hiệu
| Huy hiệu vương thất (ngoài lãnh thổ Scotland) | Huy hiệu vương thất (ở Scotland) |

## Con cái
| Tên                                                                      | Sinh                 | Mất                  | Vợ chồng và con cái |
| ------------------------------------------------------------------------ | -------------------- | -------------------- | --- |

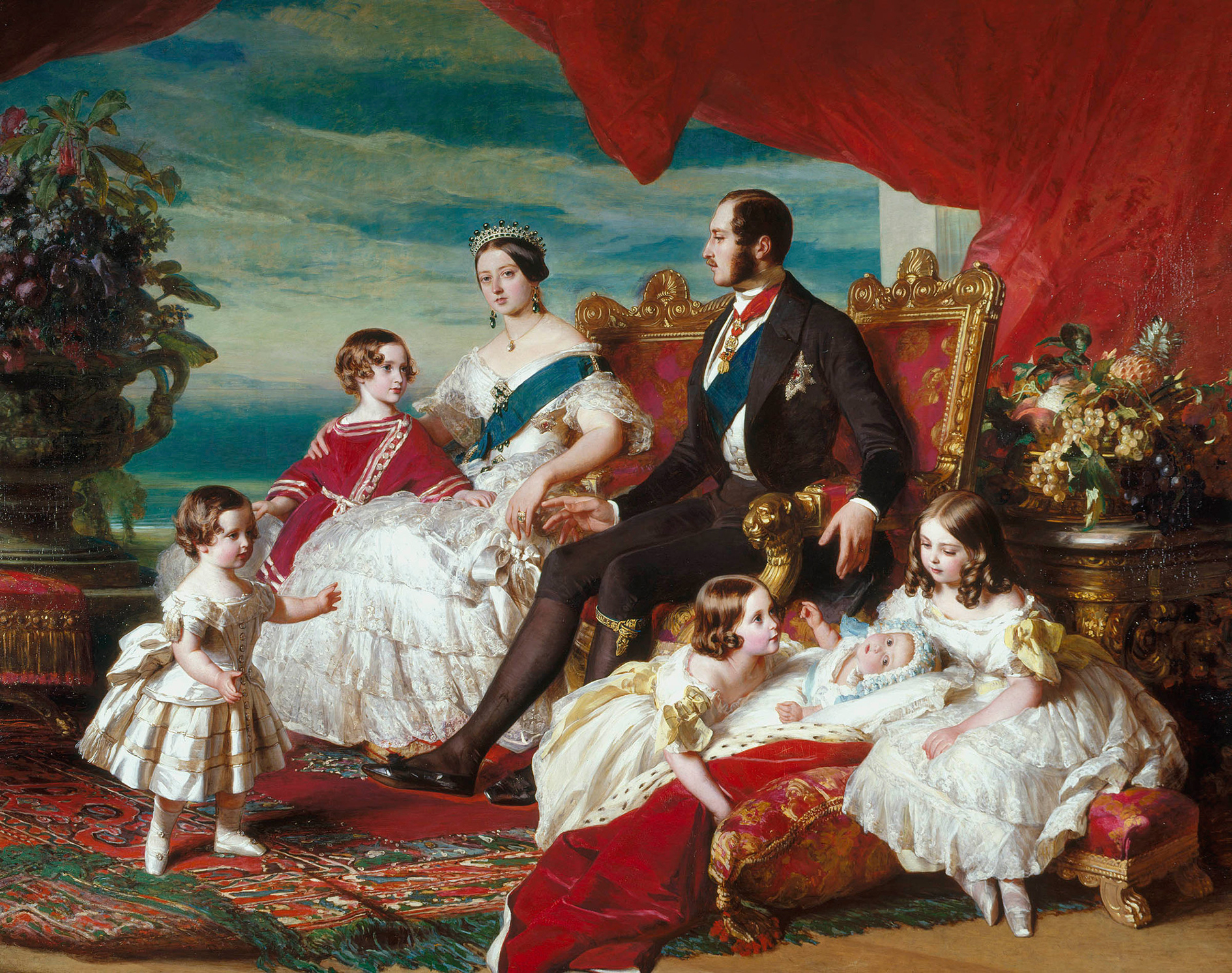
Gia đình của Victoria năm 1846 bởi Franz Xaver Winterhalter. Từ trái qua phải: Vương tử Alfred và Thân vương xứ Wales; Nữ vương và Vương tế Albert; các Vương nữ Alice, Helena và Victoria

| Victoria, Vương nữ Vương thất (về sau là Hoàng hậu Đức và Vương hậu Phổ) | 21 tháng 11 năm 1840 | 5 tháng 8 năm 1901   | Kết hôn năm 1858 với Friedrich Wilhelm của Phổ (về sau là Friedrich III, Hoàng đế Đức và Quốc vương Phổ) (1831 – 1888); 4 con trai, 4 con gái (bao gồm Wilhelm II, Hoàng đế Đức và Vua của Phổ cùng Sophie, Vương hậu Hi Lạp) |
| Albert Edward, Thân vương xứ Wales (về sau là Edward VII)                | 9 tháng 11 năm 1841  | 6 tháng 5 năm 1910   | Kết hôn năm 1863 với Alexandra của Đan Mạch (1844 – 1925); 3 con trai, 3 con gái (bao gồm Vua George V và Maud, Vương hậu Na Uy)                                                                                              |
| Vương nữ Alice (về sau là Đại Công tước phu nhân của Hesse và Rhine)     | 25 tháng 4 năm 1843  | 14 tháng 12 năm 1878 | Kết hôn năm 1862 với Ludwig IV của Hessen và Rhein (1837 – 1892); 2 con trai, 5 con gái (bao gồm Alix của Hessen và Rhein, Hoàng hậu Nga)                                                                                     |
| Vương tử Alfred, Công tước xứ Sachsen-Coburg và Gotha                    | 6 tháng 8 năm 1844   | 31 tháng 7 năm 1900  | Kết hôn năm 1874 với Mariya Aleksandrovna của Nga (1853 – 1920); 2 con trai (1 chết lưu), bốn con gái (bao gồm Marie, Vương hậu Romania)                                                                                      |
| Vương nữ Helena                                                          | 25 tháng 5 năm 1846  | 9 tháng 6 năm 1923   | Kết hôn năm 1866 với Christian xứ Schleswig-Holstein (1831 – 1917); 4 con trai (1 người chết lưu), hai con gái |
| Vương nữ Louise (về sau là Công tước phu nhân xứ Argyll)                 | 18 tháng 3 năm 1848  | 3 tháng 12 năm 1939  | Kết hôn năm 1871 với John Campbell (1845 – 1914), Hầu tước xứ Lorne, về sau là Công tước xứ Argyll thứ 9; không có con |
| Vương tử Arthur, Công tước xứ Connaught và Strathearn                    | 1 tháng 5 năm 1850   | 16 tháng 1 năm 1942  | Kết hôn năm 1879, với Luise Margareta của Phổ (1860 – 1917); 1 con trai, hai con gái |
| Vương tử Leopold, Công tước xứ Albany                                    | 7 tháng 4 năm 1853   | 28 tháng 3 năm 1884  | Kết hôn năm 1882, với Helen xứ Waldeck và Pyrmont (1861 – 1922); 1 con trai, 1 con gái |
| Vương nữ Beatrice                                                        | 14 tháng 4 năm 1857  | 26 tháng 10 năm 1944 | Kết hôn năm 1885, với Heinrich xứ Battenberg (1858 – 1896); 3 con trai, 1 con gái (bao gồm Victoria Eugenie, Vương hậu Tây Ban Nha)                                                                                           |

## Tổ tiên
| \| \| \| \| \| \| \| \| \| \| \| \| \| \| \| \| \| \| \| \| 16. George II của Đại Anh \| \| \| \| \| \| \| \| \| \| \| \| \| \| \| \| \| \| \| \| \| \| \| \| \| \| \| \| \| \| \| \| \| \| \| \| \| \| \| \| \| \| \| \| \| \| \| \| \| \| \| \| \| \| 8. Frederick của Đại Anh \| \| \| \| \| \| \| \| \| \| \| \| \| \| \| \| \| \| \| \| \| \| \| \| \| \| \| \| \| \| \| \| \| \| \| \| \| \| \| \| \| \| \| \| \| \| \| \| \| \| \| \| \| \| 17. Caroline xứ Ansbach \| \| \| \| \| \| \| \| \| \| \| \| \| \| \| \| \| \| \| \| \| \| \| \| \| \| \| \| \| \| \| \| \| \| \| \| \| \| \| \| \| \| \| \| \| \| \| \| \| \| \| \| \| \| 4. George III của Liên hiệp Anh \| \| \| \| \| \| \| \| \| \| \| \| \| \| \| \| \| \| \| \| \| \| \| \| \| \| \| \| \| \| \| \| \| \| \| \| \| \| \| \| \| \| \| \| \| \| \| \| \| \| \| \| \| \| 18. Friedrich II xứ Sachsen-Gotha-Altenburg \| \| \| \| \| \| \| \| \| \| \| \| \| \| \| \| \| \| \| \| \| \| \| \| \| \| \| \| \| \| \| \| \| \| \| \| \| \| \| \| \| \| \| \| \| \| \| \| \| \| \| \| \| \| 9. Augusta xứ Sachsen-Gotha-Altenburg \| \| \| \| \| \| \| \| \| \| \| \| \| \| \| \| \| \| \| \| \| \| \| \| \| \| \| \| \| \| \| \| \| \| \| \| \| \| \| \| \| \| \| \| \| \| \| \| \| \| \| \| \| \| 19. Magdalena Augusta xứ Anhalt-Zerbst \| \| \| \| \| \| \| \| \| \| \| \| \| \| \| \| \| \| \| \| \| \| \| \| \| \| \| \| \| \| \| \| \| \| \| \| \| \| \| \| \| \| \| \| \| \| \| \| \| \| \| \| \| \| 2. Edward của Liên hiệp Anh \| \| \| \| \| \| \| \| \| \| \| \| \| \| \| \| \| \| \| \| \| \| \| \| \| \| \| \| \| \| \| \| \| \| \| \| \| \| \| \| \| \| \| \| \| \| \| \| \| \| \| \| \| \| 20. Adolf Friedrich II xứ Mecklenburg-Strelitz \| \| \| \| \| \| \| \| \| \| \| \| \| \| \| \| \| \| \| \| \| \| \| \| \| \| \| \| \| \| \| \| \| \| \| \| \| \| \| \| \| \| \| \| \| \| \| \| \| \| \| \| \| \| 10. Karl Ludwig xứ Mecklenburg \| \| \| \| \| \| \| \| \| \| \| \| \| \| \| \| \| \| \| \| \| \| \| \| \| \| \| \| \| \| \| \| \| \| \| \| \| \| \| \| \| \| \| \| \| \| \| \| \| \| \| \| \| \| 21. Christiane Emilie xứ Schwarzburg-Sondershausen \| \| \| \| \| \| \| \| \| \| \| \| \| \| \| \| \| \| \| \| \| \| \| \| \| \| \| \| \| \| \| \| \| \| \| \| \| \| \| \| \| \| \| \| \| \| \| \| \| \| \| \| \| \| 5. Charlotte xứ Mecklenburg-Strelitz \| \| \| \| \| \| \| \| \| \| \| \| \| \| \| \| \| \| \| \| \| \| \| \| \| \| \| \| \| \| \| \| \| \| \| \| \| \| \| \| \| \| \| \| \| \| \| \| \| \| \| \| \| \| 22. Ernst Friedrich I xứ Sachsen-Hildburghausen \| \| \| \| \| \| \| \| \| \| \| \| \| \| \| \| \| \| \| \| \| \| \| \| \| \| \| \| \| \| \| \| \| \| \| \| \| \| \| \| \| \| \| \| \| \| \| \| \| \| \| \| \| \| 11. Elisabeth Albertine xứ Sachsen-Hildburghausen \| \| \| \| \| \| \| \| \| \| \| \| \| \| \| \| \| \| \| \| \| \| \| \| \| \| \| \| \| \| \| \| \| \| \| \| \| \| \| \| \| \| \| \| \| \| \| \| \| \| \| \| \| \| 23. Sophia Albertine xứ Erbach-Erbach \| \| \| \| \| \| \| \| \| \| \| \| \| \| \| \| \| \| \| \| \| \| \| \| \| \| \| \| \| \| \| \| \| \| \| \| \| \| \| \| \| \| \| \| \| \| \| \| \| \| \| \| \| \| 1. Victoria I của Liê hiệp Anh \| \| \| \| \| \| \| \| \| \| \| \| \| \| \| \| \| \| \| \| \| \| \| \| \| \| \| \| \| \| \| \| \| \| \| \| \| \| \| \| \| \| \| \| \| \| \| \| \| \| \| \| \| \| 24. Franz Josias xứ Sachsen-Coburg-Saalfeld \| \| \| \| \| \| \| \| \| \| \| \| \| \| \| \| \| \| \| \| \| \| \| \| \| \| \| \| \| \| \| \| \| \| \| \| \| \| \| \| \| \| \| \| \| \| \| \| \| \| \| \| \| \| 12. Ernst Friedrich xứ Sachsen-Coburg-Saalfeld \| \| \| \| \| \| \| \| \| \| \| \| \| \| \| \| \| \| \| \| \| \| \| \| \| \| \| \| \| \| \| \| \| \| \| \| \| \| \| \| \| \| \| \| \| \| \| \| \| \| \| \| \| \| 25. Anna Sophia xứ Schwarzburg-Rudolstadt \| \| \| \| \| \| \| \| \| \| \| \| \| \| \| \| \| \| \| \| \| \| \| \| \| \| \| \| \| \| \| \| \| \| \| \| \| \| \| \| \| \| \| \| \| \| \| \| \| \| \| \| \| \| 6. Franz I xứ Sachsen-Coburg-Saalfeld \| \| \| \| \| \| \| \| \| \| \| \| \| \| \| \| \| \| \| \| \| \| \| \| \| \| \| \| \| \| \| \| \| \| \| \| \| \| \| \| \| \| \| \| \| \| \| \| \| \| \| \| \| \| 26. Ferdinand Albrecht II xứ Braunschweig-Wolfenbüttel \| \| \| \| \| \| \| \| \| \| \| \| \| \| \| \| \| \| \| \| \| \| \| \| \| \| \| \| \| \| \| \| \| \| \| \| \| \| \| \| \| \| \| \| \| \| \| \| \| \| \| \| \| \| 13. Sophie Antoinette xứ Braunschweig-Wolfenbüttel \| \| \| \| \| \| \| \| \| \| \| \| \| \| \| \| \| \| \| \| \| \| \| \| \| \| \| \| \| \| \| \| \| \| \| \| \| \| \| \| \| \| \| \| \| \| \| \| \| \| \| \| \| \| 27. Antoinette Amalie xứ Braunschweig-Wolfenbüttel \| \| \| \| \| \| \| \| \| \| \| \| \| \| \| \| \| \| \| \| \| \| \| \| \| \| \| \| \| \| \| \| \| \| \| \| \| \| \| \| \| \| \| \| \| \| \| \| \| \| \| \| \| \| 3. Victoire xứ Sachsen-Coburg-Saalfeld \| \| \| \| \| \| \| \| \| \| \| \| \| \| \| \| \| \| \| \| \| \| \| \| \| \| \| \| \| \| \| \| \| \| \| \| \| \| \| \| \| \| \| \| \| \| \| \| \| \| \| \| \| \| 28. Heinrich XXIX Reuß xứ Ebersdorf \| \| \| \| \| \| \| \| \| \| \| \| \| \| \| \| \| \| \| \| \| \| \| \| \| \| \| \| \| \| \| \| \| \| \| \| \| \| \| \| \| \| \| \| \| \| \| \| \| \| \| \| \| \| 14. Heinrich XXIV Reuß xứ Ebersdorf \| \| \| \| \| \| \| \| \| \| \| \| \| \| \| \| \| \| \| \| \| \| \| \| \| \| \| \| \| \| \| \| \| \| \| \| \| \| \| \| \| \| \| \| \| \| \| \| \| \| \| \| \| \| 29. Sophie Theodora xứ Castell-Remlingen \| \| \| \| \| \| \| \| \| \| \| \| \| \| \| \| \| \| \| \| \| \| \| \| \| \| \| \| \| \| \| \| \| \| \| \| \| \| \| \| \| \| \| \| \| \| \| \| \| \| \| \| \| \| 7. Augusta Reuß xứ Ebersdorf \| \| \| \| \| \| \| \| \| \| \| \| \| \| \| \| \| \| \| \| \| \| \| \| \| \| \| \| \| \| \| \| \| \| \| \| \| \| \| \| \| \| \| \| \| \| \| \| \| \| \| \| \| \| 30. Georg August xứ Erbach-Schönberg \| \| \| \| \| \| \| \| \| \| \| \| \| \| \| \| \| \| \| \| \| \| \| \| \| \| \| \| \| \| \| \| \| \| \| \| \| \| \| \| \| \| \| \| \| \| \| \| \| \| \| \| \| \| 15. Karoline Ernestine xứ Erbach-Schönberg \| \| \| \| \| \| \| \| \| \| \| \| \| \| \| \| \| \| \| \| \| \| \| \| \| \| \| \| \| \| \| \| \| \| \| \| \| \| \| \| \| \| \| \| \| \| \| \| \| \| \| \| \| \| 31. Ferdinande Henriette xứ Stolberg-Gedern \| \| \| \| \| \| \| \| \| \| \| \| \| \| \| \| \| \| \| \| \| \| \| \| \| \| \| \| \| \| \| \| \| \| \| \| \| \| \| \| \| \| \| \| \| \| \| \| \| \| \| \| |                                                        |  |  |  |  |  |  |  |  |  |  |  |  |  |  |  |
| |                                                        |  |  |  |  |  |  |  |  |  |  |  |  |  |  |  |
| | 16. George II của Đại Anh                              |  |  |  |  |  |  |  |  |  |  |  |  |  |  |  |
| |                                                        |  |  |  |  |  |  |  |  |  |  |  |  |  |  |  |
| |                                                        |  |  |  |  |  |  |  |  |  |  |  |  |  |  |  |
| | 8. Frederick của Đại Anh                               |  |  |  |  |  |  |  |  |  |  |  |  |  |  |  |
| |                                                        |  |  |  |  |  |  |  |  |  |  |  |  |  |  |  |
| |                                                        |  |  |  |  |  |  |  |  |  |  |  |  |  |  |  |
| | 17. Caroline xứ Ansbach                                |  |  |  |  |  |  |  |  |  |  |  |  |  |  |  |
| |                                                        |  |  |  |  |  |  |  |  |  |  |  |  |  |  |  |
| |                                                        |  |  |  |  |  |  |  |  |  |  |  |  |  |  |  |
| | 4. George III của Liên hiệp Anh                        |  |  |  |  |  |  |  |  |  |  |  |  |  |  |  |
| |                                                        |  |  |  |  |  |  |  |  |  |  |  |  |  |  |  |
| |                                                        |  |  |  |  |  |  |  |  |  |  |  |  |  |  |  |
| | 18. Friedrich II xứ Sachsen-Gotha-Altenburg            |  |  |  |  |  |  |  |  |  |  |  |  |  |  |  |
| |                                                        |  |  |  |  |  |  |  |  |  |  |  |  |  |  |  |
| |                                                        |  |  |  |  |  |  |  |  |  |  |  |  |  |  |  |
| | 9. Augusta xứ Sachsen-Gotha-Altenburg                  |  |  |  |  |  |  |  |  |  |  |  |  |  |  |  |
| |                                                        |  |  |  |  |  |  |  |  |  |  |  |  |  |  |  |
| |                                                        |  |  |  |  |  |  |  |  |  |  |  |  |  |  |  |
| | 19. Magdalena Augusta xứ Anhalt-Zerbst                 |  |  |  |  |  |  |  |  |  |  |  |  |  |  |  |
| |                                                        |  |  |  |  |  |  |  |  |  |  |  |  |  |  |  |
| |                                                        |  |  |  |  |  |  |  |  |  |  |  |  |  |  |  |
| | 2. Edward của Liên hiệp Anh                            |  |  |  |  |  |  |  |  |  |  |  |  |  |  |  |
| |                                                        |  |  |  |  |  |  |  |  |  |  |  |  |  |  |  |
| |                                                        |  |  |  |  |  |  |  |  |  |  |  |  |  |  |  |
| | 20. Adolf Friedrich II xứ Mecklenburg-Strelitz         |  |  |  |  |  |  |  |  |  |  |  |  |  |  |  |
| |                                                        |  |  |  |  |  |  |  |  |  |  |  |  |  |  |  |
| |                                                        |  |  |  |  |  |  |  |  |  |  |  |  |  |  |  |
| | 10. Karl Ludwig xứ Mecklenburg                         |  |  |  |  |  |  |  |  |  |  |  |  |  |  |  |
| |                                                        |  |  |  |  |  |  |  |  |  |  |  |  |  |  |  |
| |                                                        |  |  |  |  |  |  |  |  |  |  |  |  |  |  |  |
| | 21. Christiane Emilie xứ Schwarzburg-Sondershausen     |  |  |  |  |  |  |  |  |  |  |  |  |  |  |  |
| |                                                        |  |  |  |  |  |  |  |  |  |  |  |  |  |  |  |
| |                                                        |  |  |  |  |  |  |  |  |  |  |  |  |  |  |  |
| | 5. Charlotte xứ Mecklenburg-Strelitz                   |  |  |  |  |  |  |  |  |  |  |  |  |  |  |  |
| |                                                        |  |  |  |  |  |  |  |  |  |  |  |  |  |  |  |
| |                                                        |  |  |  |  |  |  |  |  |  |  |  |  |  |  |  |
| | 22. Ernst Friedrich I xứ Sachsen-Hildburghausen        |  |  |  |  |  |  |  |  |  |  |  |  |  |  |  |
| |                                                        |  |  |  |  |  |  |  |  |  |  |  |  |  |  |  |
| |                                                        |  |  |  |  |  |  |  |  |  |  |  |  |  |  |  |
| | 11. Elisabeth Albertine xứ Sachsen-Hildburghausen      |  |  |  |  |  |  |  |  |  |  |  |  |  |  |  |
| |                                                        |  |  |  |  |  |  |  |  |  |  |  |  |  |  |  |
| |                                                        |  |  |  |  |  |  |  |  |  |  |  |  |  |  |  |
| | 23. Sophia Albertine xứ Erbach-Erbach                  |  |  |  |  |  |  |  |  |  |  |  |  |  |  |  |
| |                                                        |  |  |  |  |  |  |  |  |  |  |  |  |  |  |  |
| |                                                        |  |  |  |  |  |  |  |  |  |  |  |  |  |  |  |
| | 1. Victoria I của Liê hiệp Anh                         |  |  |  |  |  |  |  |  |  |  |  |  |  |  |  |
| |                                                        |  |  |  |  |  |  |  |  |  |  |  |  |  |  |  |
| |                                                        |  |  |  |  |  |  |  |  |  |  |  |  |  |  |  |
| | 24. Franz Josias xứ Sachsen-Coburg-Saalfeld            |  |  |  |  |  |  |  |  |  |  |  |  |  |  |  |
| |                                                        |  |  |  |  |  |  |  |  |  |  |  |  |  |  |  |
| |                                                        |  |  |  |  |  |  |  |  |  |  |  |  |  |  |  |
| | 12. Ernst Friedrich xứ Sachsen-Coburg-Saalfeld         |  |  |  |  |  |  |  |  |  |  |  |  |  |  |  |
| |                                                        |  |  |  |  |  |  |  |  |  |  |  |  |  |  |  |
| |                                                        |  |  |  |  |  |  |  |  |  |  |  |  |  |  |  |
| | 25. Anna Sophia xứ Schwarzburg-Rudolstadt              |  |  |  |  |  |  |  |  |  |  |  |  |  |  |  |
| |                                                        |  |  |  |  |  |  |  |  |  |  |  |  |  |  |  |
| |                                                        |  |  |  |  |  |  |  |  |  |  |  |  |  |  |  |
| | 6. Franz I xứ Sachsen-Coburg-Saalfeld                  |  |  |  |  |  |  |  |  |  |  |  |  |  |  |  |
| |                                                        |  |  |  |  |  |  |  |  |  |  |  |  |  |  |  |
| |                                                        |  |  |  |  |  |  |  |  |  |  |  |  |  |  |  |
| | 26. Ferdinand Albrecht II xứ Braunschweig-Wolfenbüttel |  |  |  |  |  |  |  |  |  |  |  |  |  |  |  |
| |                                                        |  |  |  |  |  |  |  |  |  |  |  |  |  |  |  |
| |                                                        |  |  |  |  |  |  |  |  |  |  |  |  |  |  |  |
| | 13. Sophie Antoinette xứ Braunschweig-Wolfenbüttel     |  |  |  |  |  |  |  |  |  |  |  |  |  |  |  |
| |                                                        |  |  |  |  |  |  |  |  |  |  |  |  |  |  |  |
| |                                                        |  |  |  |  |  |  |  |  |  |  |  |  |  |  |  |
| | 27. Antoinette Amalie xứ Braunschweig-Wolfenbüttel     |  |  |  |  |  |  |  |  |  |  |  |  |  |  |  |
| |                                                        |  |  |  |  |  |  |  |  |  |  |  |  |  |  |  |
| |                                                        |  |  |  |  |  |  |  |  |  |  |  |  |  |  |  |
| | 3. Victoire xứ Sachsen-Coburg-Saalfeld                 |  |  |  |  |  |  |  |  |  |  |  |  |  |  |  |
| |                                                        |  |  |  |  |  |  |  |  |  |  |  |  |  |  |  |
| |                                                        |  |  |  |  |  |  |  |  |  |  |  |  |  |  |  |
| | 28. Heinrich XXIX Reuß xứ Ebersdorf                    |  |  |  |  |  |  |  |  |  |  |  |  |  |  |  |
| |                                                        |  |  |  |  |  |  |  |  |  |  |  |  |  |  |  |
| |                                                        |  |  |  |  |  |  |  |  |  |  |  |  |  |  |  |
| | 14. Heinrich XXIV Reuß xứ Ebersdorf                    |  |  |  |  |  |  |  |  |  |  |  |  |  |  |  |
| |                                                        |  |  |  |  |  |  |  |  |  |  |  |  |  |  |  |
| |                                                        |  |  |  |  |  |  |  |  |  |  |  |  |  |  |  |
| | 29. Sophie Theodora xứ Castell-Remlingen               |  |  |  |  |  |  |  |  |  |  |  |  |  |  |  |
| |                                                        |  |  |  |  |  |  |  |  |  |  |  |  |  |  |  |
| |                                                        |  |  |  |  |  |  |  |  |  |  |  |  |  |  |  |
| | 7. Augusta Reuß xứ Ebersdorf                           |  |  |  |  |  |  |  |  |  |  |  |  |  |  |  |
| |                                                        |  |  |  |  |  |  |  |  |  |  |  |  |  |  |  |
| |                                                        |  |  |  |  |  |  |  |  |  |  |  |  |  |  |  |
| | 30. Georg August xứ Erbach-Schönberg                   |  |  |  |  |  |  |  |  |  |  |  |  |  |  |  |
| |                                                        |  |  |  |  |  |  |  |  |  |  |  |  |  |  |  |
| |                                                        |  |  |  |  |  |  |  |  |  |  |  |  |  |  |  |
| | 15. Karoline Ernestine xứ Erbach-Schönberg             |  |  |  |  |  |  |  |  |  |  |  |  |  |  |  |
| |                                                        |  |  |  |  |  |  |  |  |  |  |  |  |  |  |  |
| |                                                        |  |  |  |  |  |  |  |  |  |  |  |  |  |  |  |
| | 31. Ferdinande Henriette xứ Stolberg-Gedern            |  |  |  |  |  |  |  |  |  |  |  |  |  |  |  |
| |                                                        |  |  |  |  |  |  |  |  |  |  |  |  |  |  |  |
| |                                                        |  |  |  |  |  |  |  |  |  |  |  |  |  |  |  |